# Wehrkirche

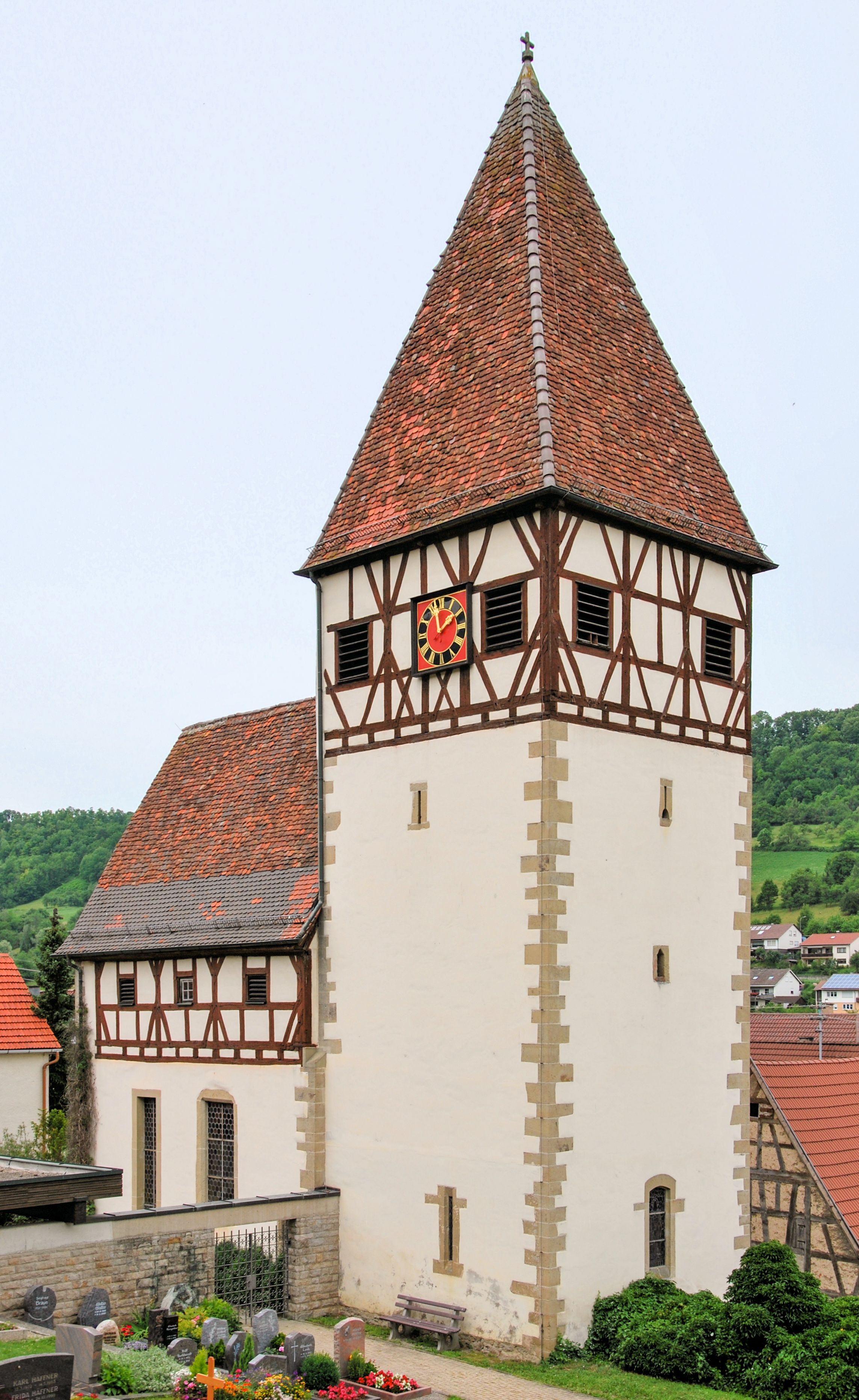
Wehrkirche St. Alban und St. Wendelin in Künzelsau-Morsbach

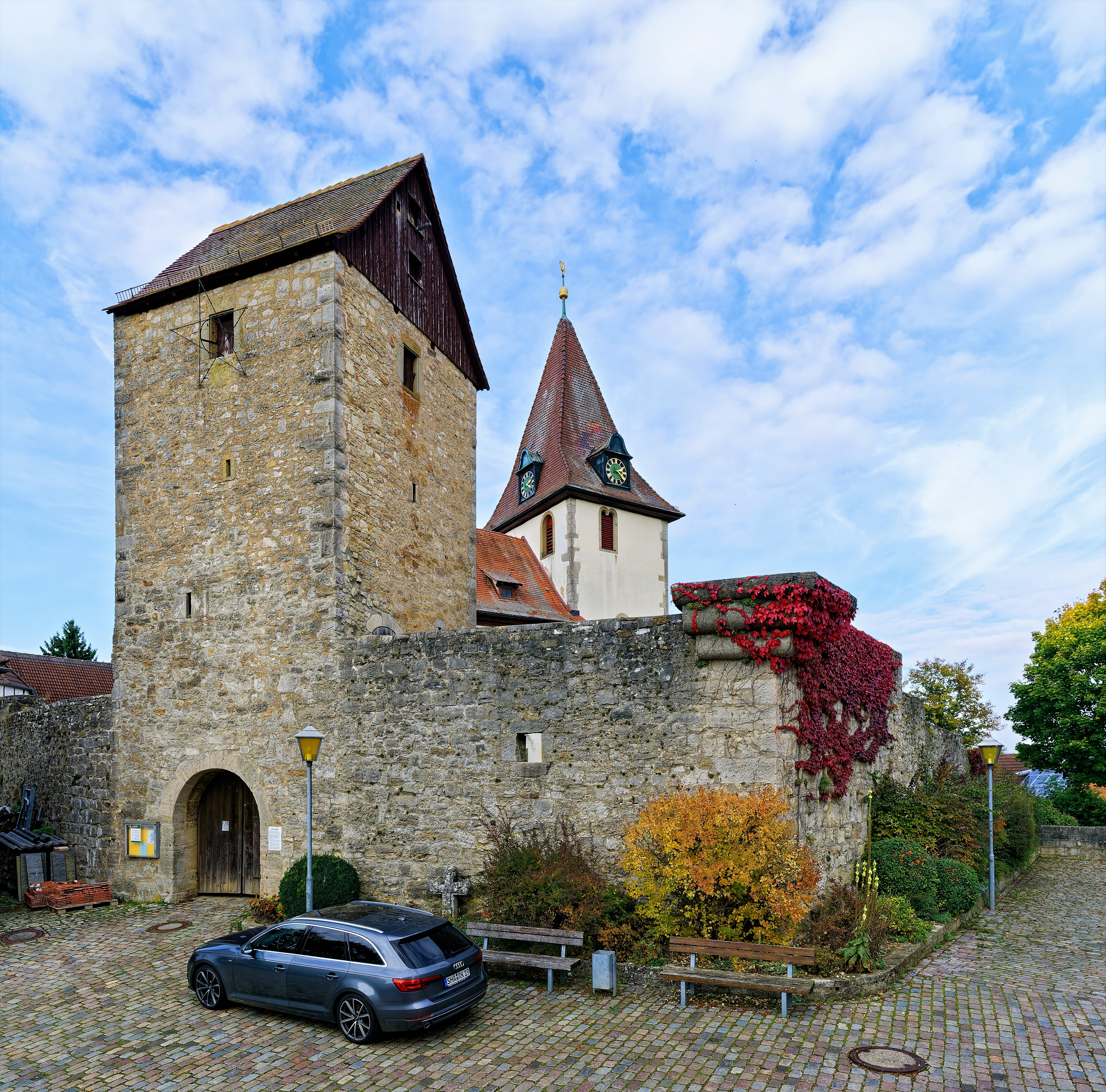
Die Wehrkirche in Niederstetten Wildentierbach.

Als Wehrkirche werden Kirchen bezeichnet, die mit Vorrichtungen zur Abwehr von Feinden, wie z. B. Zinnen, Wehrerkern, Maschikulis oder Schießscharten versehen sind. Ist die Kirche von einer massiven, für Verteidigungszwecke geeigneten Mauer umgeben, die auch andere Bauten umschließt sowie über Brunnen, Vorrats- und Wohnräume verfügte, spricht man von Kirchenburgen, die oft eine Kombination einer Wehrkirche mit einem befestigten Wehrkirchhof sind.

## Geschichte

### Entstehung
Im Frühmittelalter wurden die frühen Bischofssitze, insbesondere in den neu christianisierten Gebieten wie dem Stammesherzogtum Sachsen, meist als Kirchenburgen ausgestaltet; man spricht hier von einer Domburg.
Erst seit der zweiten Hälfte des 14. Jahrhunderts entstanden vereinzelt auch dörfliche Kirchen- und Kirchhofbefestigungen. Die Deutung romanischer Kirchen mit ihren zeittypisch dicken Mauern als Wehrkirchen ist daher in der Regel verfehlt; allenfalls als Fluchtkirchen waren sie in Notfällen geeignet. Kirchenburgen, Wehrkirchen und Wehrkirchhöfe waren vor allem Rückzugsorte der ländlichen Bevölkerung in Kriegszeiten. Sie waren nicht dazu geschaffen, einer regulären Belagerung durch ein mit Angriffswaffen ausgestattetes Heer standzuhalten, sondern dienten der Abwehr kleinerer Verbände oder von Plünderern, Räuberbanden oder marodierenden Deserteuren; sie werden auch unter dem Begriff passive Wehrkiche in der Literatur geführt. 
Zu den häufigen Fehden des Adels im Spätmittelalter gehörte auch die Schädigung der Grundherrschaften des jeweiligen Gegners, einschließlich seiner abgabenpflichtigen Grundholde und deren Dörfern, Feldern, ihres Viehbestandes sowie ihrer Vorräte an Ernte, Viehfutter und Saatgut. Siedlungen und Felder wurden häufig kurzerhand in Brand gesetzt und dann sich selbst überlassen. Daher konnten erhöhte Kirchhofsmauern nicht bloß als Wehr- sondern auch als Brandmauern dienen, hinter die sich die Dorfbewohner samt Vieh und Habe zurückzogen.
Die meisten Wehrkirchen wurden jedoch erst im 15. und frühen 16. Jahrhundert gebaut bzw. mit Befestigungselementen ausgebaut, oft aber auch nur symbolhaft mit Wehrelementen versehen. Die meisten Wehrkirchen in Süddeutschland und Österreich entstanden vor allem im Zusammenhang mit den Hussitenkriegen und den Türkenkriegen, außerdem während verschiedener lokaler Konflikte wie dem Ersten Markgrafenkrieg. Auch im Dreißigjährigen Krieg wurden mancherorts Kirchhöfe militärisch besetzt, verteidigt und daher auch vereinzelt neu befestigt. Sie dienten der Bevölkerung als Rückzugsorte vor plündernder Soldateska. Die Bauherren solcher wehrhaften Ausbauten von Kirchen sind selten dokumentiert; meist dürfte es sich um Initiativen der örtlichen Bevölkerung mit Zustimmung des jeweiligen Diözesanbischofs gehandelt haben.

### Wehrelemente
Zur Verteidigung einer Kirche eigneten sich etwa Westtürme, die mit hölzernen Umläufen versehen wurden, die auf Hängeböcken ruhten (Hurden). Auch über dem Chor und seltener entlang des Kirchenschiffs konnten mit Schießscharten oder Pechnasen bestückte Wehrgänge errichtet werden. Bei den Kirchenburgen befinden sich diese an den äußeren Ringmauern, die zusätzlich Wehrtürme, insbesondere Schalentürme, Basteien oder Wassergräben besitzen konnten. Nicht jeder Kirchturm mit Zinnen ist jedoch als Wehrturm geeignet, oft sind dies nur zitatartige Zierelemente, in der Art von Staffelgiebeln. Öfters sind auch nachträglich eingebaute „Schlüssellochscharten“ für kleinere Handfeuerwaffen, insbesondere für Handbüchsen und Hakenbüchsen, zu finden. Formen und Typen der Schießscharten ermöglichen oft eine zeitliche Zuschreibung.

### Verbreitung
Kirchenburgen findet man häufig in historischen Grenzregionen wie Franken, Niederösterreich, Kärnten, der Steiermark, der Mark Krain sowie in Siebenbürgen. Auch in Südfrankreich entstanden Kirchenburgen zum Schutz vor der Piraterie der Sarazenen. Wehrkirchen und Wehrkirchhöfe finden sich darüber hinaus in Thüringen und Hessen, vereinzelt auch im Elsass und der Pfalz.

### Häufige falsche Zuschreibungen
Durch jüngere archäologische und baugeschichtliche Untersuchungen wurde festgestellt, dass zahlreiche vermeintliche „Wehrkirchen“ keine baulichen Elemente besitzen, die für eine echte wehrtechnische Befestigung bzw. eine aktive Verteidigungsfähigkeit sprechen. Kirchtürme besaßen schon aus statischen Gründen dicke Mauern, um die Last der Höhe und die Schwingung der Glocken zu verkraften. Der Burgenforscher Joachim Zeune konstatiert: „Die Kombination aus dicken Mauern und vermeintlichen Schießscharten hat uns Hunderte von „Wehrkirchen“ beschert, die nie solche waren“. Insbesondere die spätromanischen Chorturmkirchen in Oberbayern und Bayerisch Schwaben würden oft fälschlich als Wehrkirchen gedeutet. Erforderlich sei vielmehr ein interdisziplinärer Forschungsansatz unter Einbezug bauhistorischer, kunsthistorischer, historischer, volkskundlicher, theologischer und archäologischer Betrachtungsweisen, um zahlreiche Fehlinterpretationen und Datierungsirrtümer zu korrigieren.
Häufig werden Schlitzfenster, die zur Belichtung und Belüftung dienen, als Schießscharten gedeutet, welche jedoch im 13. Jahrhundert im deutschen Raum noch gar nicht verbreitet waren. Auch sind die Maße solcher Schlitzöffnungen und der dahinter liegenden Wandaussparungen meist so gering, dass sie weder für Bogenschützen noch für Armbrustschützen geeignet waren.
Die Fehlinterpretation von massiven Feldsteinkirchen als Wehrkirchen führt, vor allem im Bereich der sogenannten Ostsiedlung, gelegentlich zu problematischen heimatkundlichen Vorstellungen. Nicht jede höhere Kirchhofmauer ist eine Wehrmauer, zumal Befestigungen von Kirchhöfen durch mehrere kirchliche Synoden untersagt wurden.
In der Fachwelt hat sich inzwischen in Bezug auf wehrhafte Elemente an Sakralbauten der Begriff „Fluchtkirche“ durchgesetzt für Kirchen, die einer mehrtägigen Belagerung nicht standhalten könnten.

## Frankreich

### Südfrankreich
In Südfrankreich existieren sogenannte Kirchenburgen mit Kastellen, Wehrgängen, Zwinger und Torturm. In Südfrankreich sind heute noch rund 350 Wehrkirchen aus der Zeit der Religionskriege erhalten.

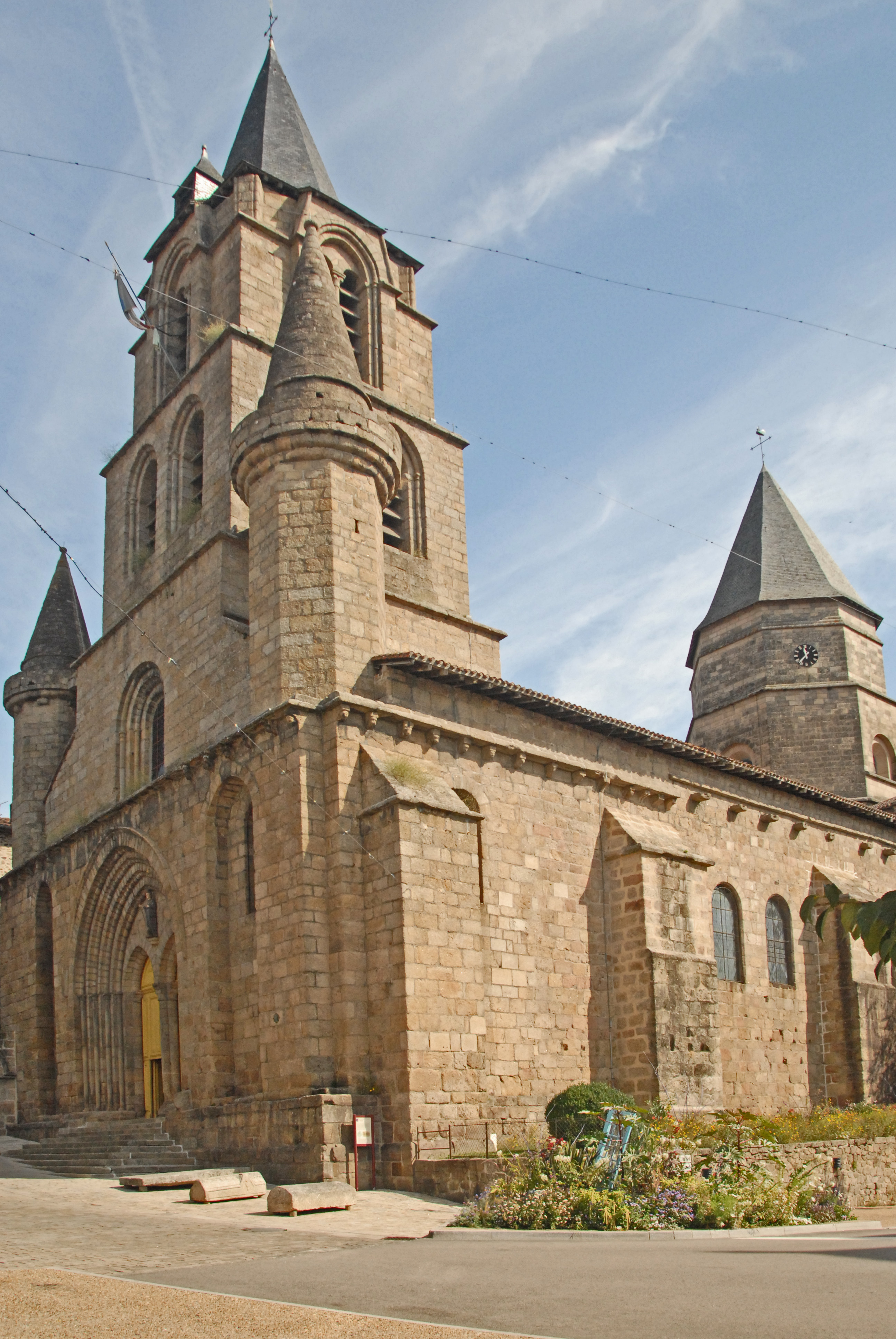
St-Junien, Langhaus allseitig Wehrattiken, von Südwesten
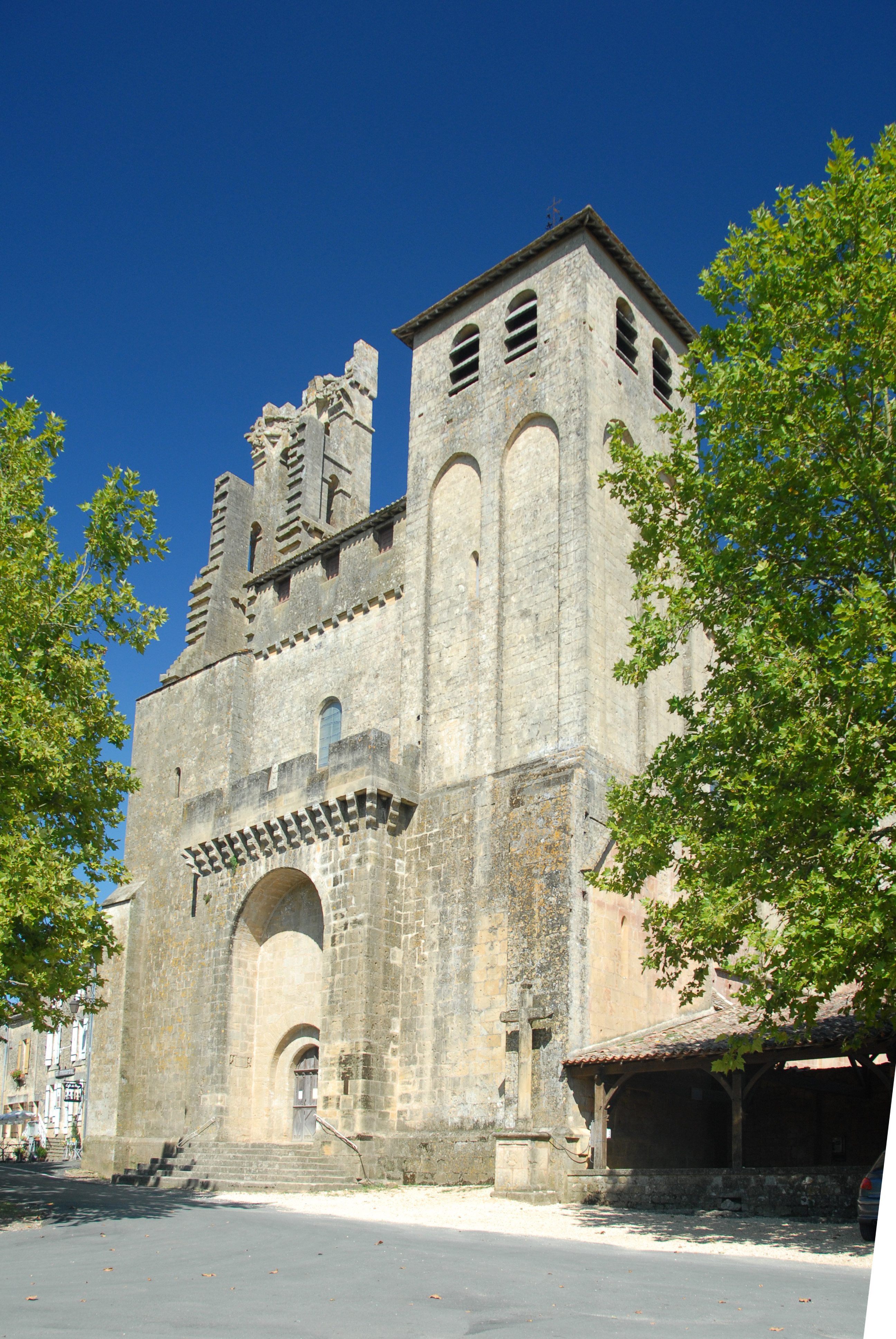
Priorat Saint-Avit-Sénieur, Westwerk von Südwesten, Wehrattika und Maschikulis
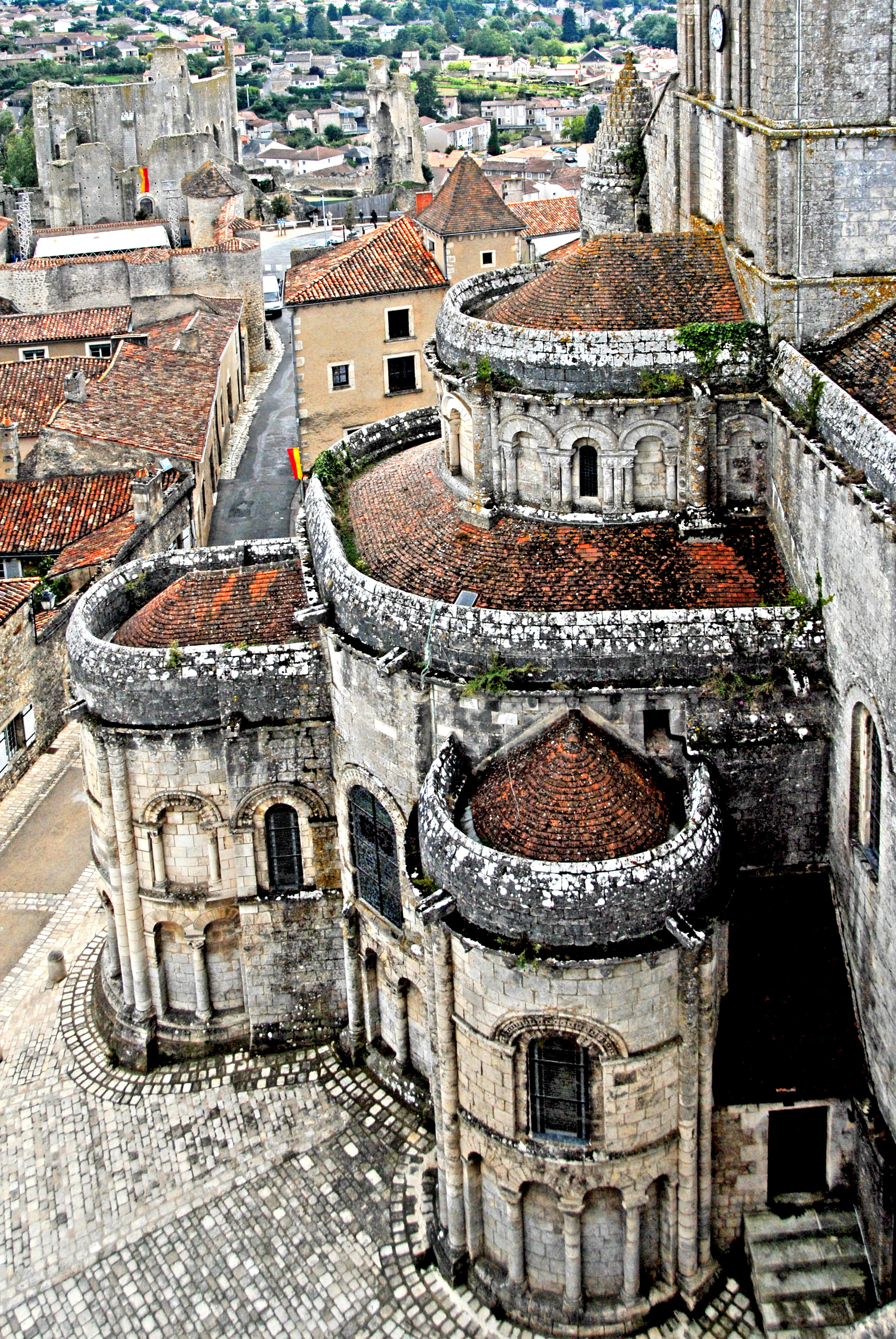
St-Pierre de Chauvigny, Wehrattiken am Chorhaupt, nach innen abgeschrägt
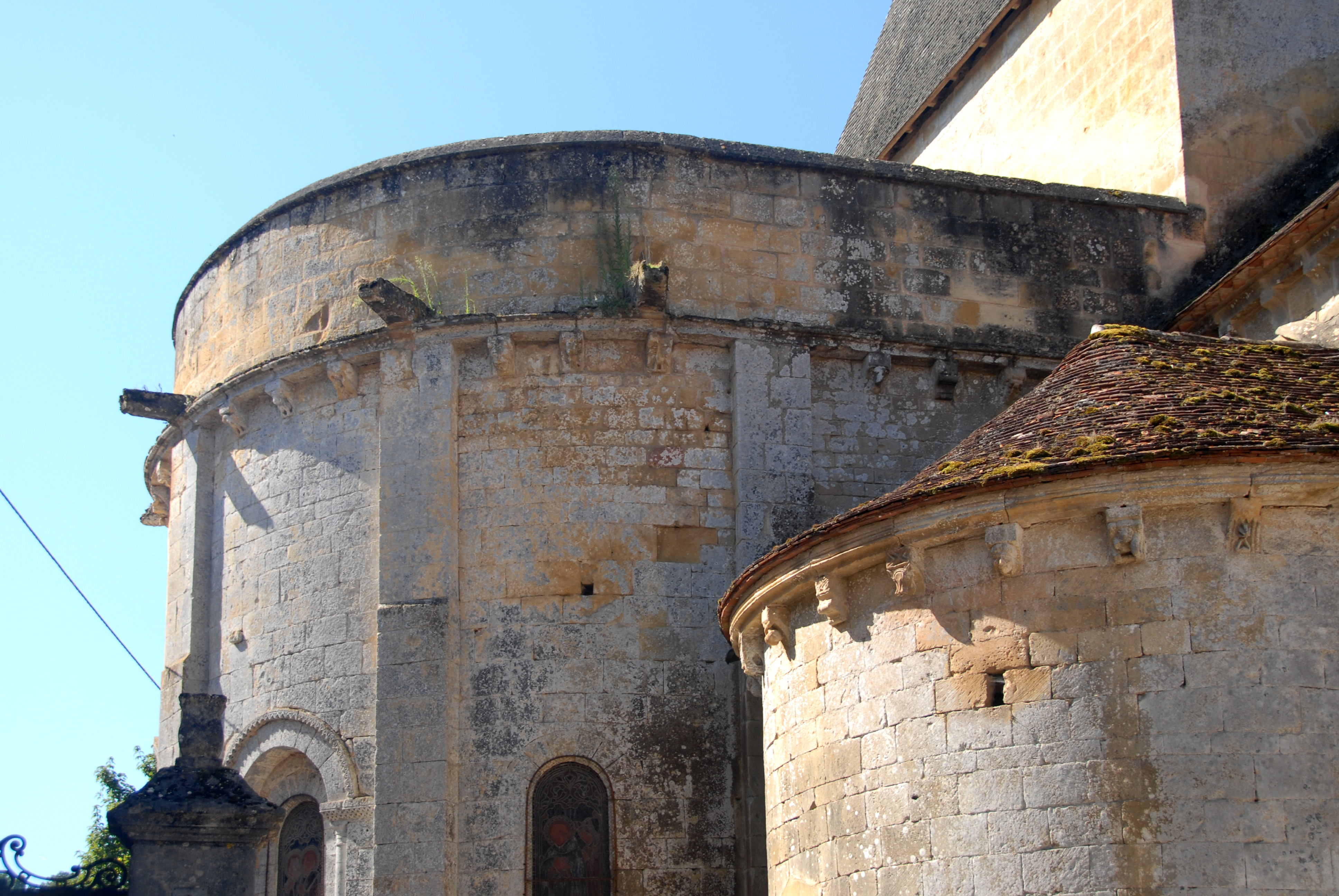
Abtei Cadouin, St-Pierre, Wehrattika am Chorhaupt, Querhauskapelle noch mit klassischer Traufe

### Nordfrankreich
Im Norden des Landes wurden in der Thiérache zahlreiche mittelalterliche Kirchen zur Zeit des Achtzigjährigen Krieges als église fortifiée mit Backsteintürmen befestigt. Diese boten der Dorfbevölkerung Schutz vor marodierenden Söldnertruppen.

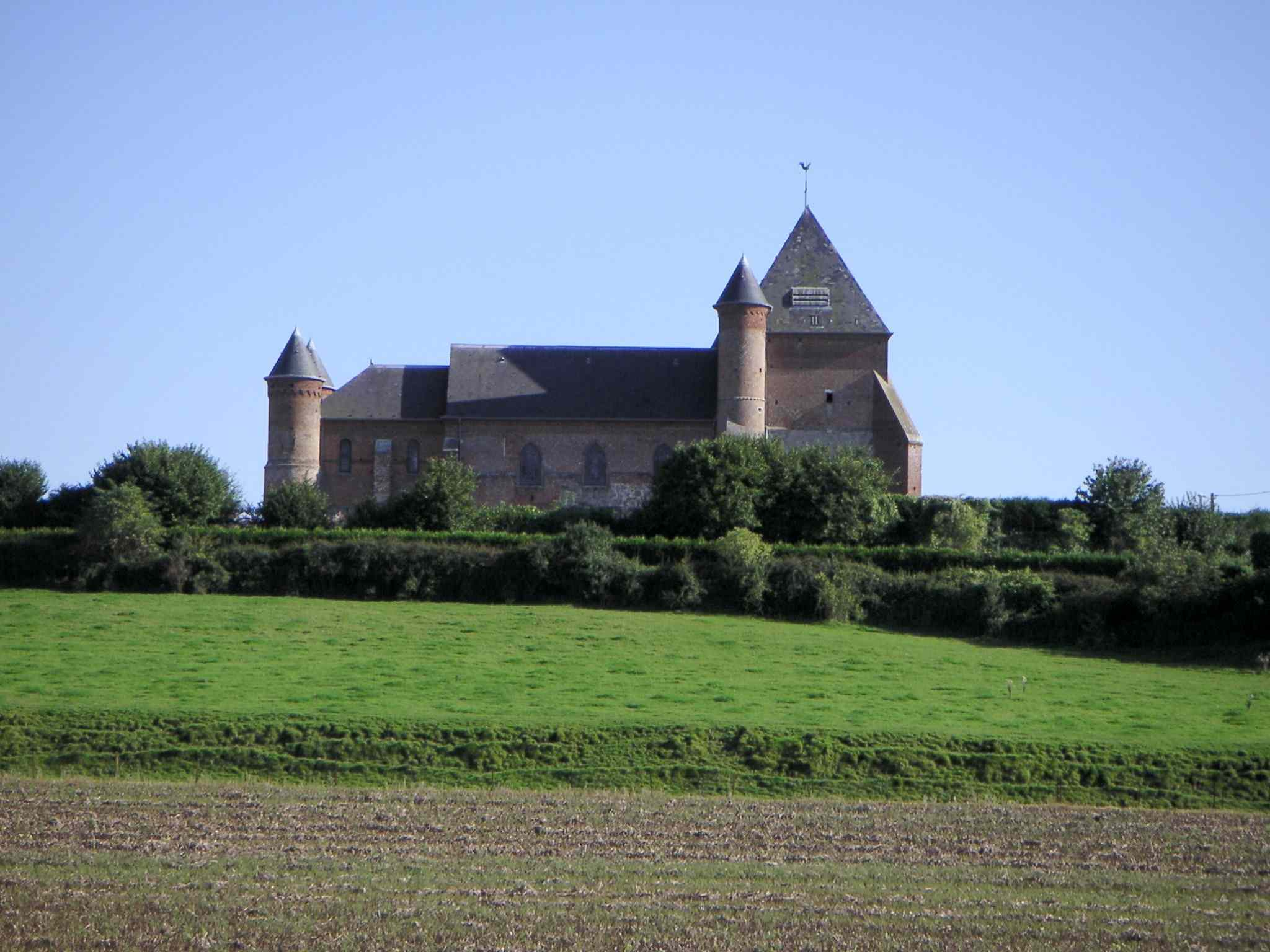
St. Médard in Flavigny-le-Grand-et-Beaurain
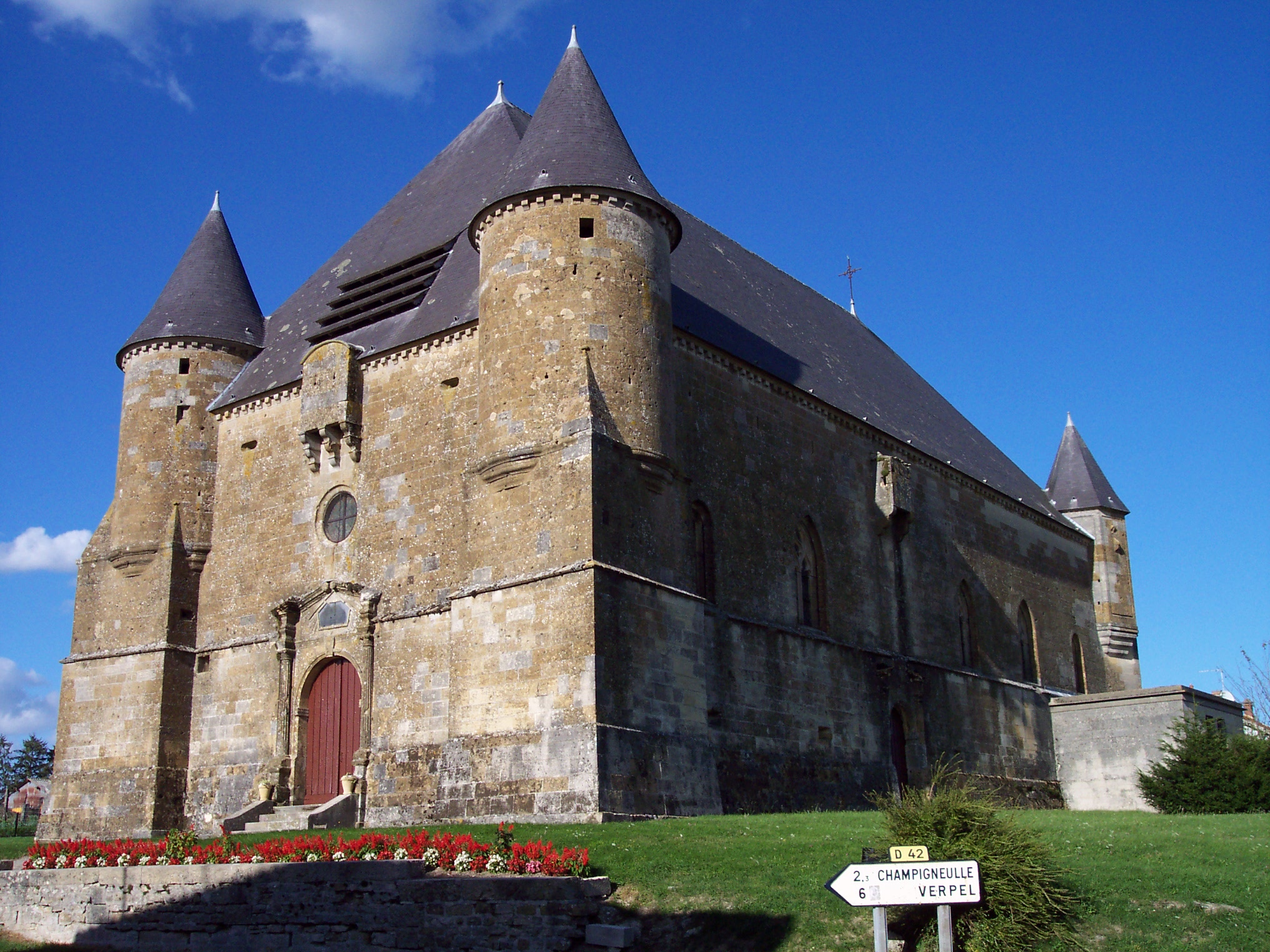
Wehrkirche von Saint-Juvin im Département Ardennes
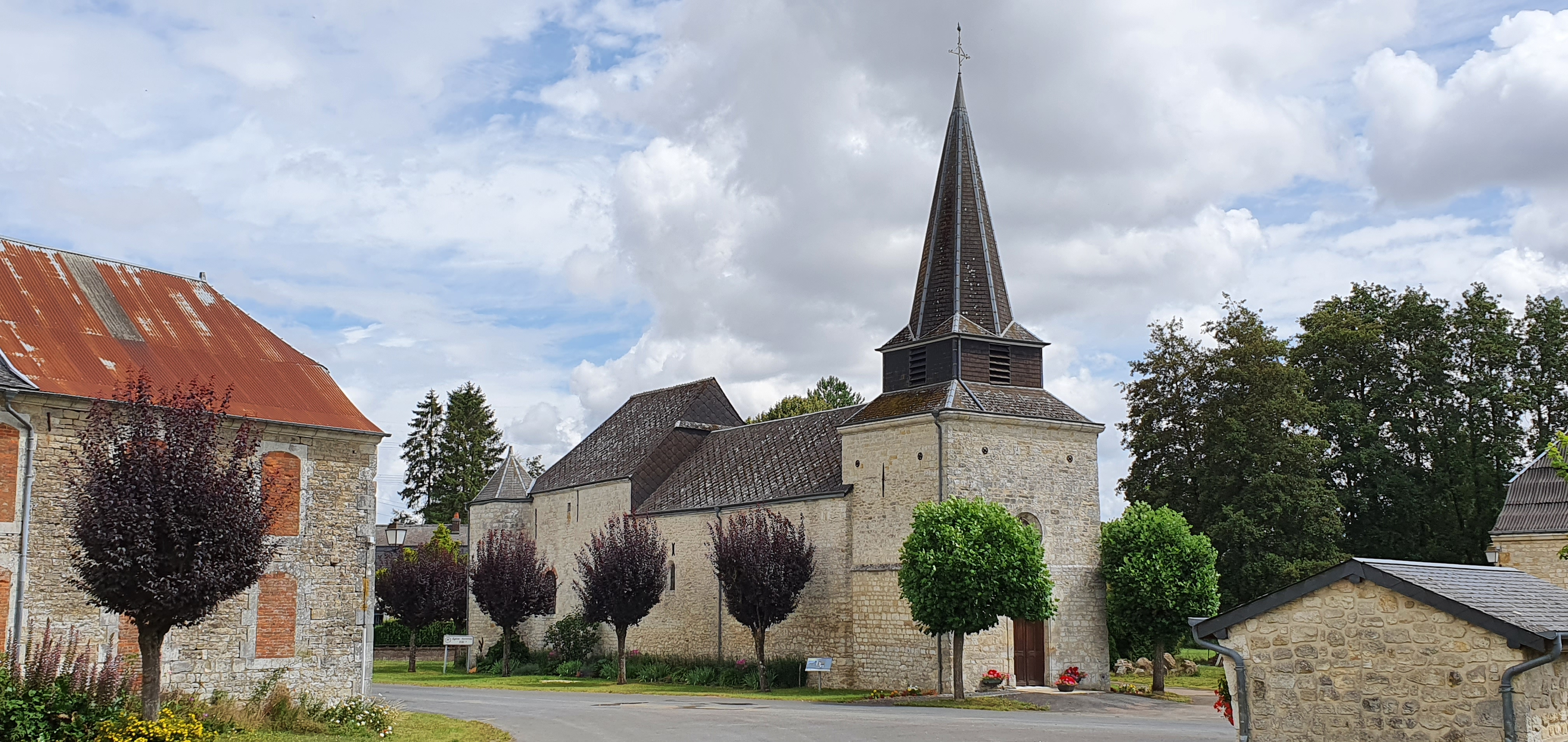
St-Martin in Bossus-lès-Rumigny im Département Ardennes

### Ostfrankreich
Im Elsass sind die gadenbefestigten Wehrkirchen von Dossenheim-sur-Zinsel (Unterelsass) als refuge fortifié oder von Hunawihr (Oberelsass) sehr bekannt. Sie schließen sich an die deutsche Tradition der Wehrkirchen an, da das Elsass im Mittelalter zum Deutschen Reich gehörte.

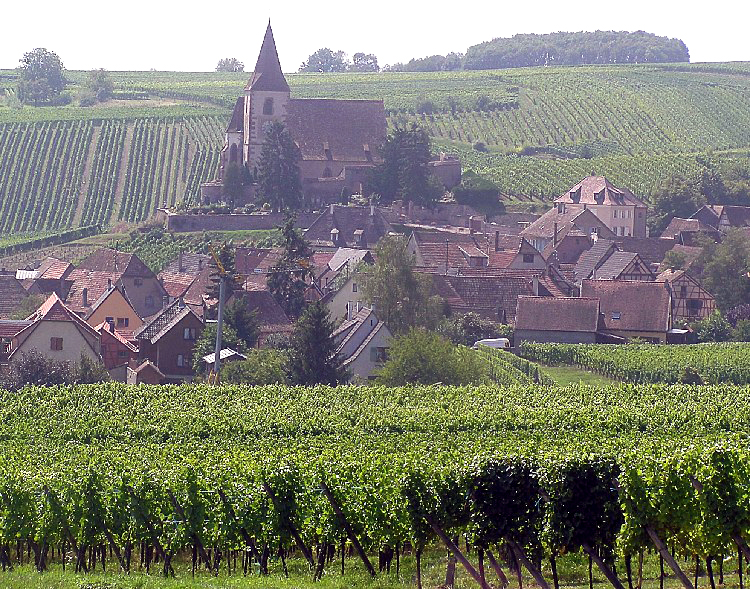
Dorf Hunawihr mit Wehrkirche im Hintergrund
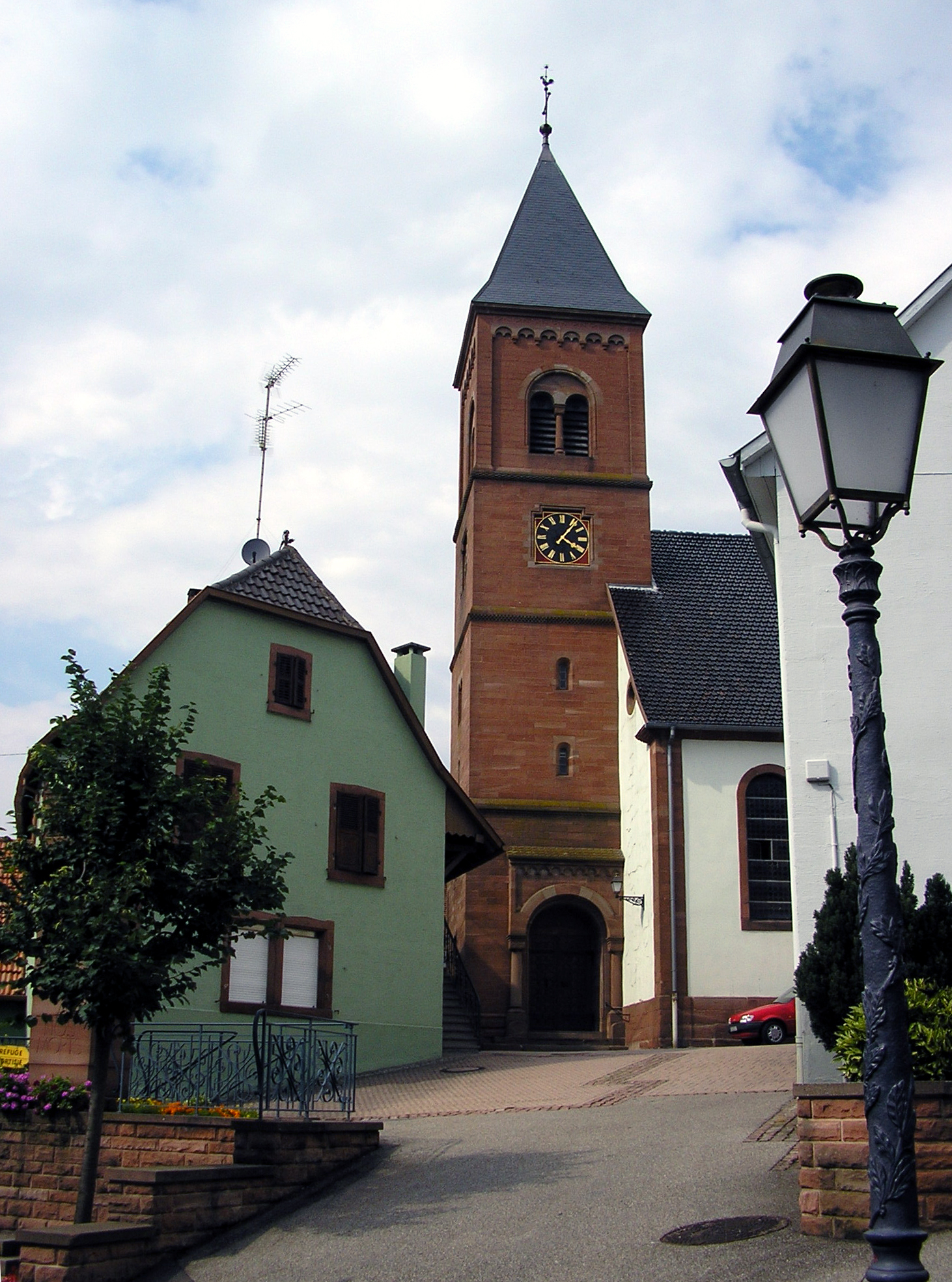
Dossenheim/Zinsel

Im Département Meuse in Lothringen, im Mittelalter ebenfalls im Heiligen Römischen Reich deutscher Nation, wurden zahlreiche Wehrkirchen gebaut, unter denen man Folgende erwähnen kann:
- Dugny sur Meuse
- Evres
- Foucaucourt sur Thabas
- Gironville-sous-les-Côtes
- Saint-Pierrevillers
- Sepvigny
- Triaucourt
- Tronville-en-Barrois
- Troussey
- Vertuzey
- Woël

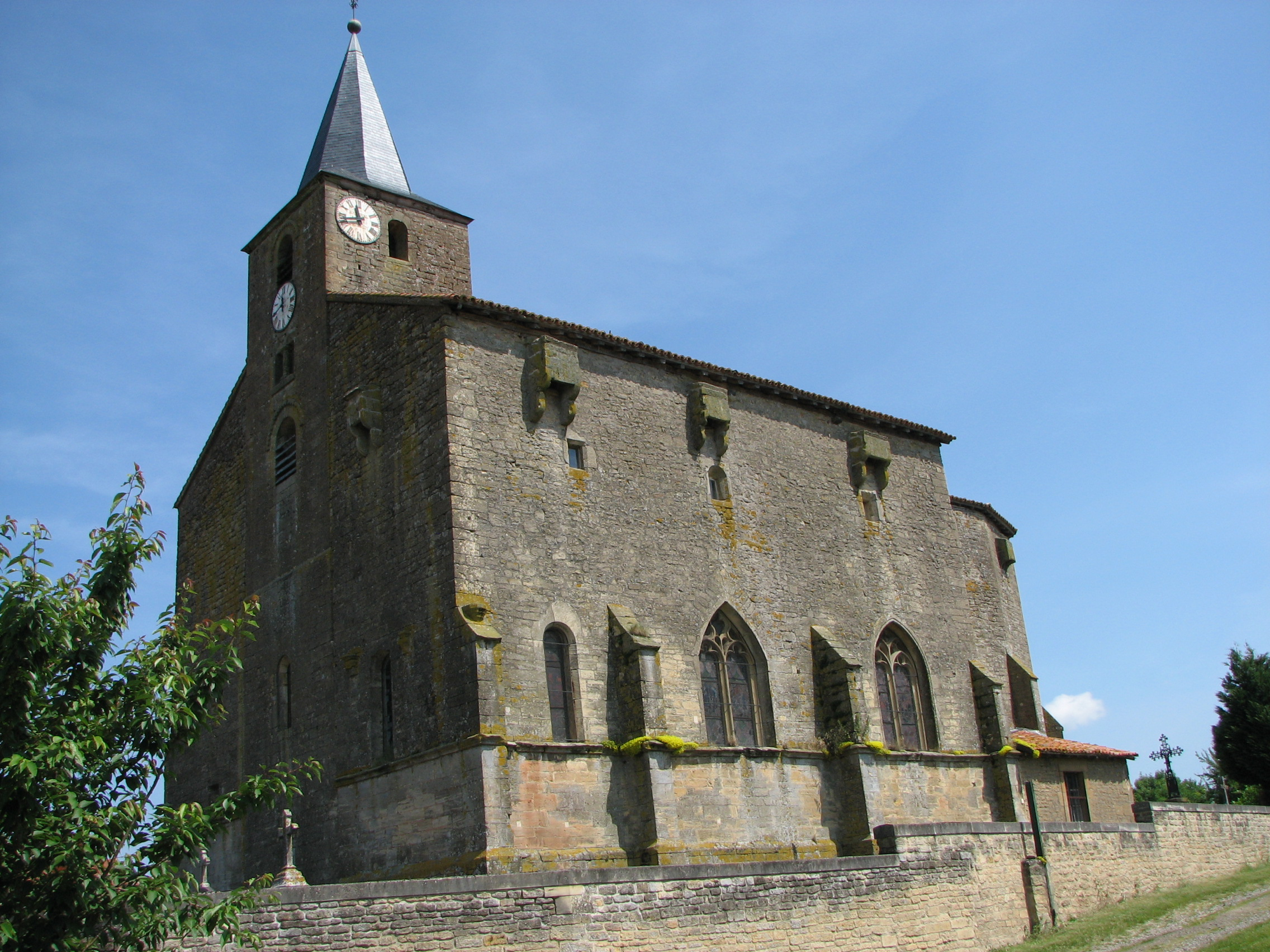
Wehrkirche in Saint-Pierrevillers
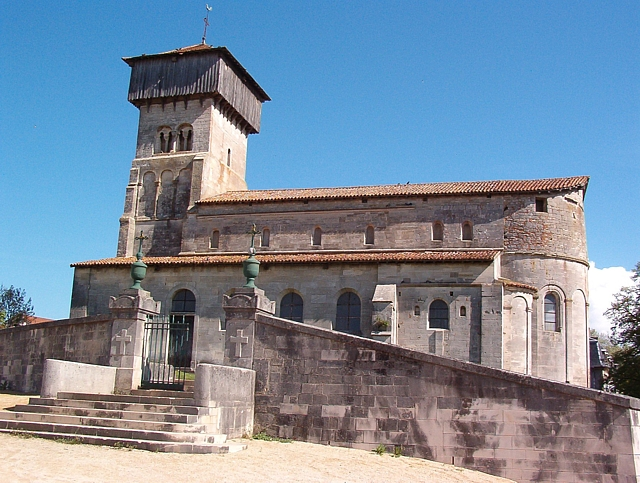
Wehrkirche in Dugny (Meuse)
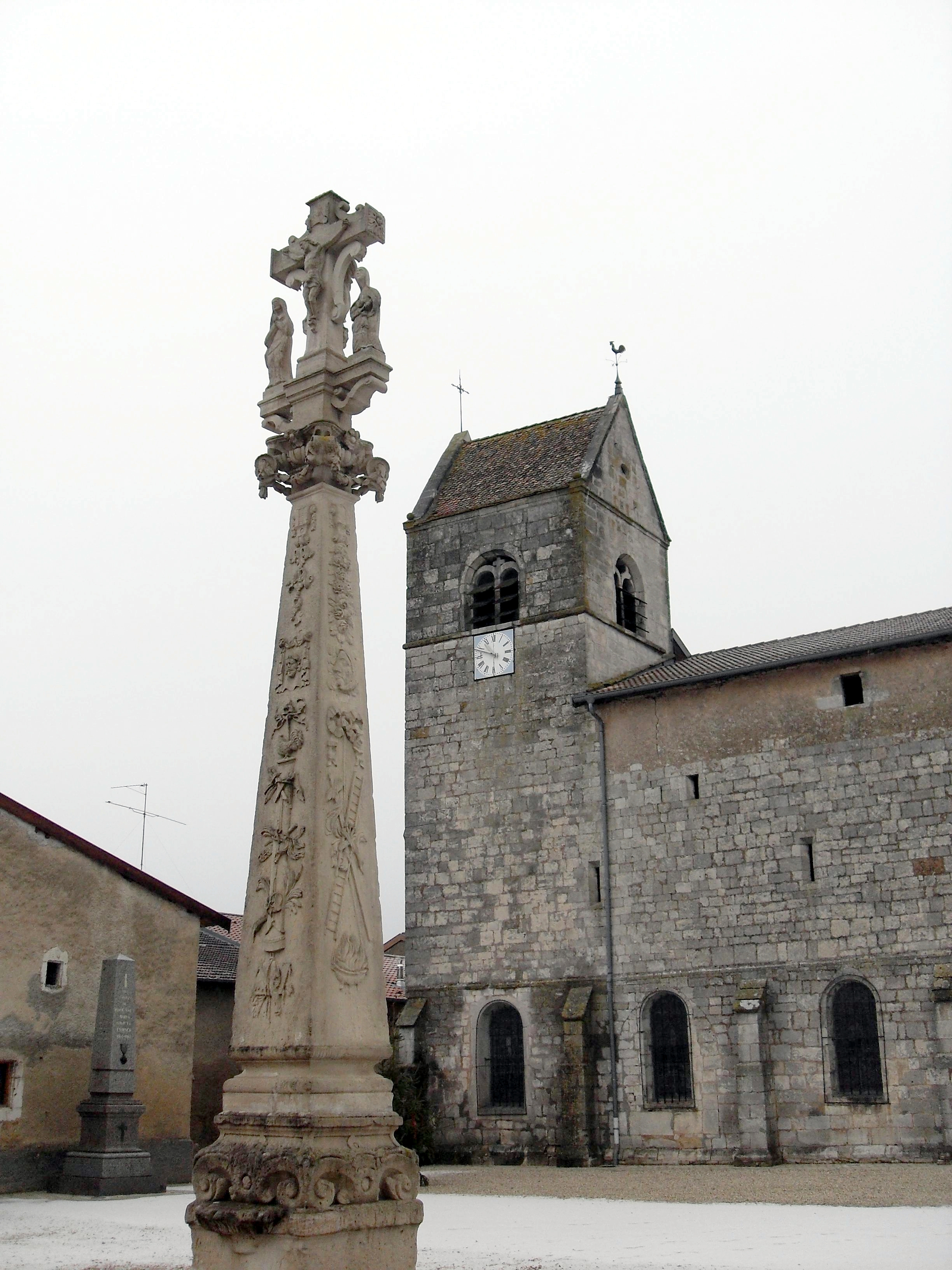
Wehrkirche in Troussey (Meuse)
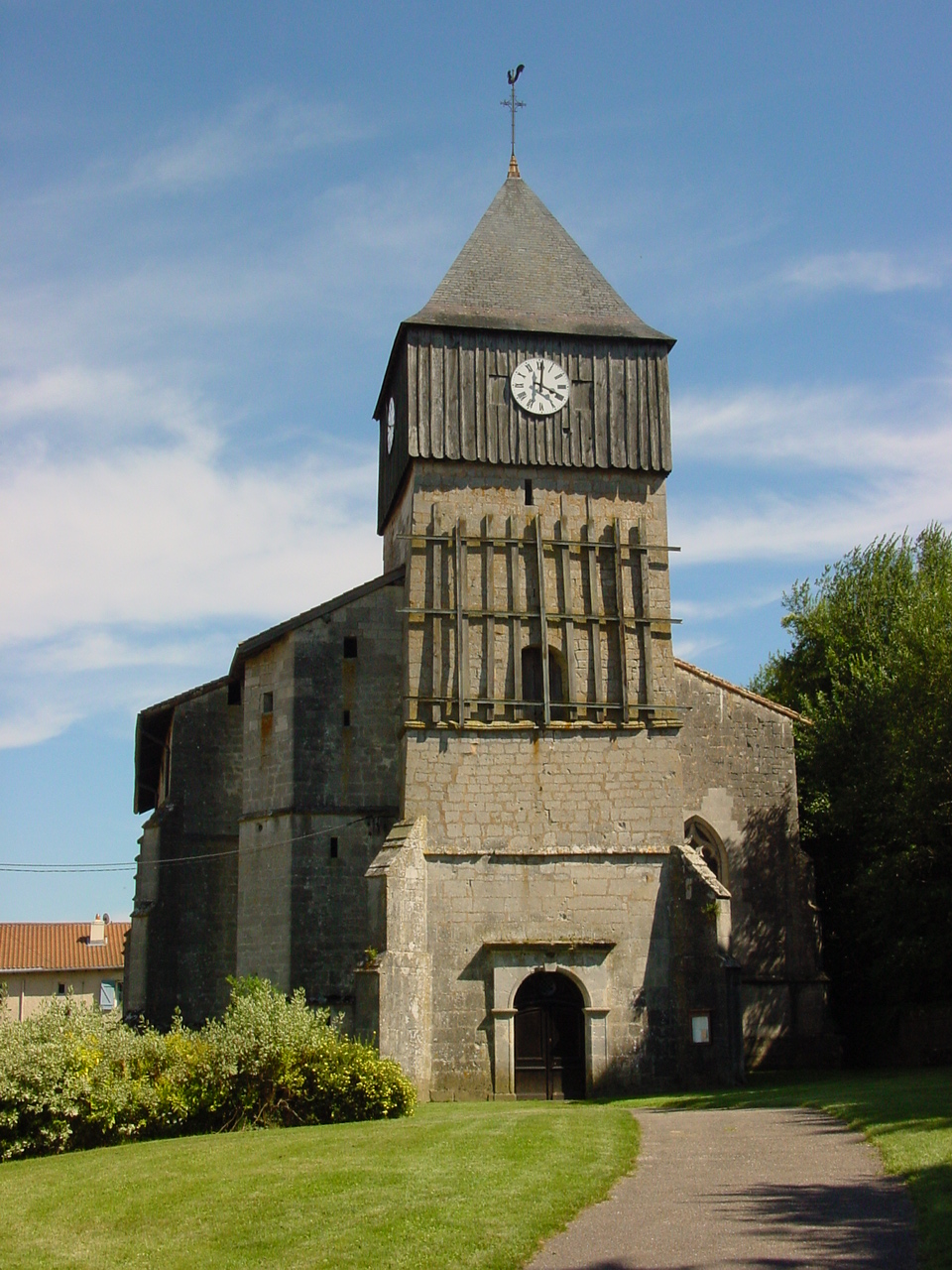
Wehrkirche in Gironville-sous-les-Côtes

## Deutschland
In Deutschland erhielten die immer noch diesem Typus verhafteten Kirchen während des Dreißigjährigen Krieges eine letzte Bedeutung als Refugium gegen die marodierende Soldateska. In Oberfranken, Mittelfranken, Ostthüringen, Südthüringen und in der Rhön haben sich einige dieser Anlagen erhalten (z. B. in Hannberg, Grafengehaig, Dörrenbach, Kraftshof, Großgründlach, Veitsbronn, Vach, Bonese). Sogenannte gadenbefestigte Wehrkirchen waren von Gaden umgeben, die die Außenmauer bildeten. Auch die angrenzenden Kirchhöfe wurden bisweilen zum Wehrfriedhof ausgebaut.
Im Erzgebirge findet man Kirchen vor, die im 3. Viertel des 15. Jahrhunderts mit einem Wehrgeschoss versehen worden waren, einem auf ein Bauwerk aufgesetzten Geschoss, das ausschließlich oder überwiegend zur Verteidigung dienen sollte. Kirchen dieser Art stehen in Großrückerswalde, Lauterbach, Dörnthal, Mittelsaida. Eine ähnliche Bauweise findet man in Dörrenbach/Pfalz und in Bad Steben.
Die meisten Wehrkirchen liegen in Baden-Württemberg, Bayern und Hessen. Die nördliche Grenze bilden die Mittelgebirge in Thüringen und Sachsen (Schwerpunkt Erzgebirge). Aber auch im Weserbergland ist diese Bauart zu finden. In der norddeutschen Tiefebene, geprägt von den Eiszeiten und ihren Granitfindlingen, die zur heimatkundlichen Interpretation der Feldsteinquaderkirchen als Wehrkirchen geführt haben, gibt es kein einziges, nach wissenschaftlichen Kriterien anerkanntes Beispiel. Gleichwohl sind Feldsteinkirchen mit Fluchtkirchencharakter vorhanden, wie etwa die Dorfkirchen in Rochau und Groß Möringen.

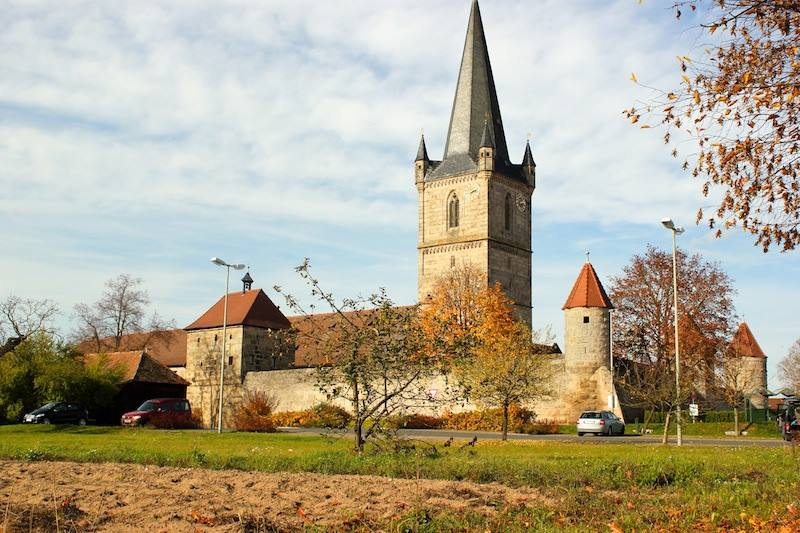
Wehrkirche in Hannberg BY
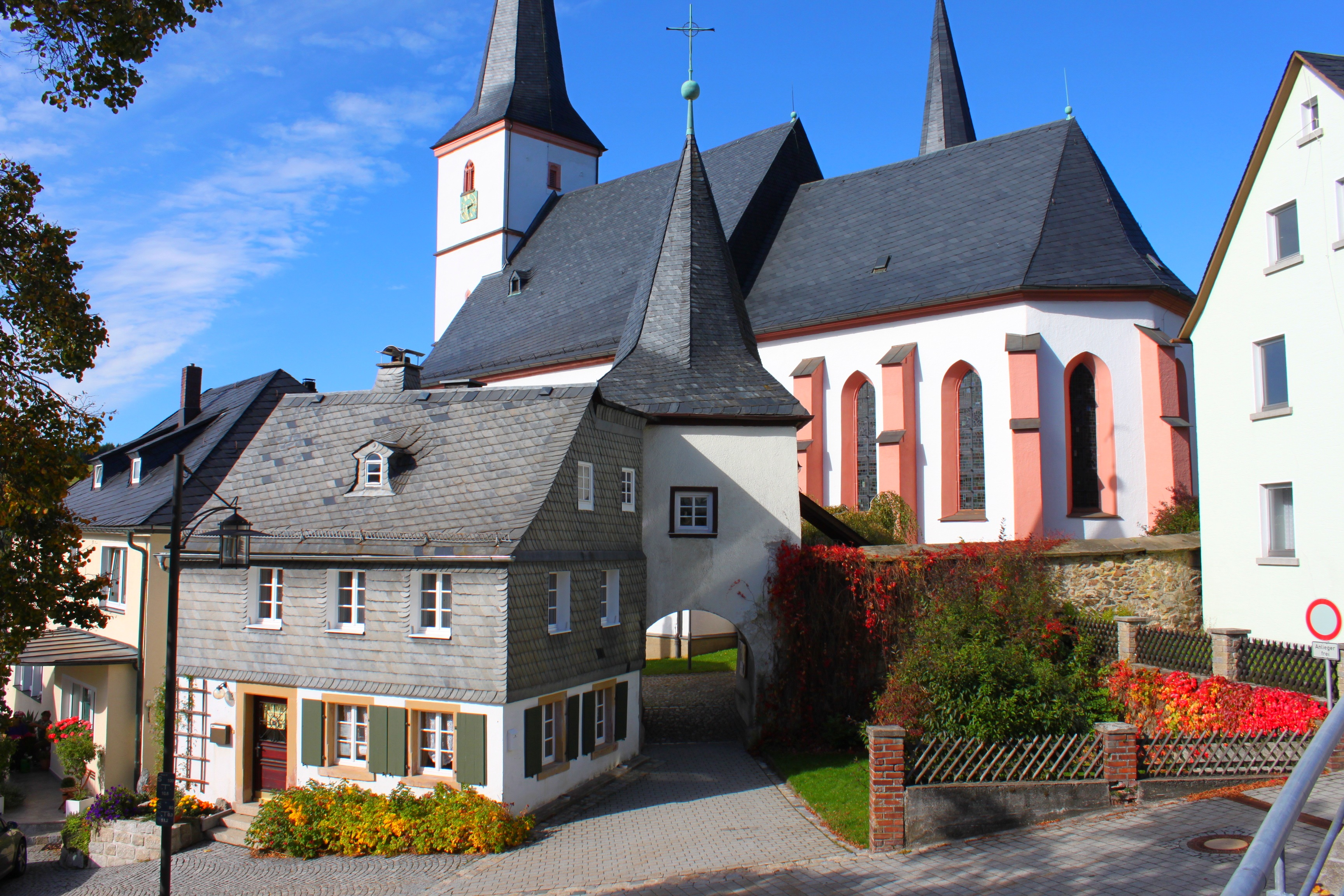
Wehrkirche Zum Heiligen Geist in Grafengehaig BY
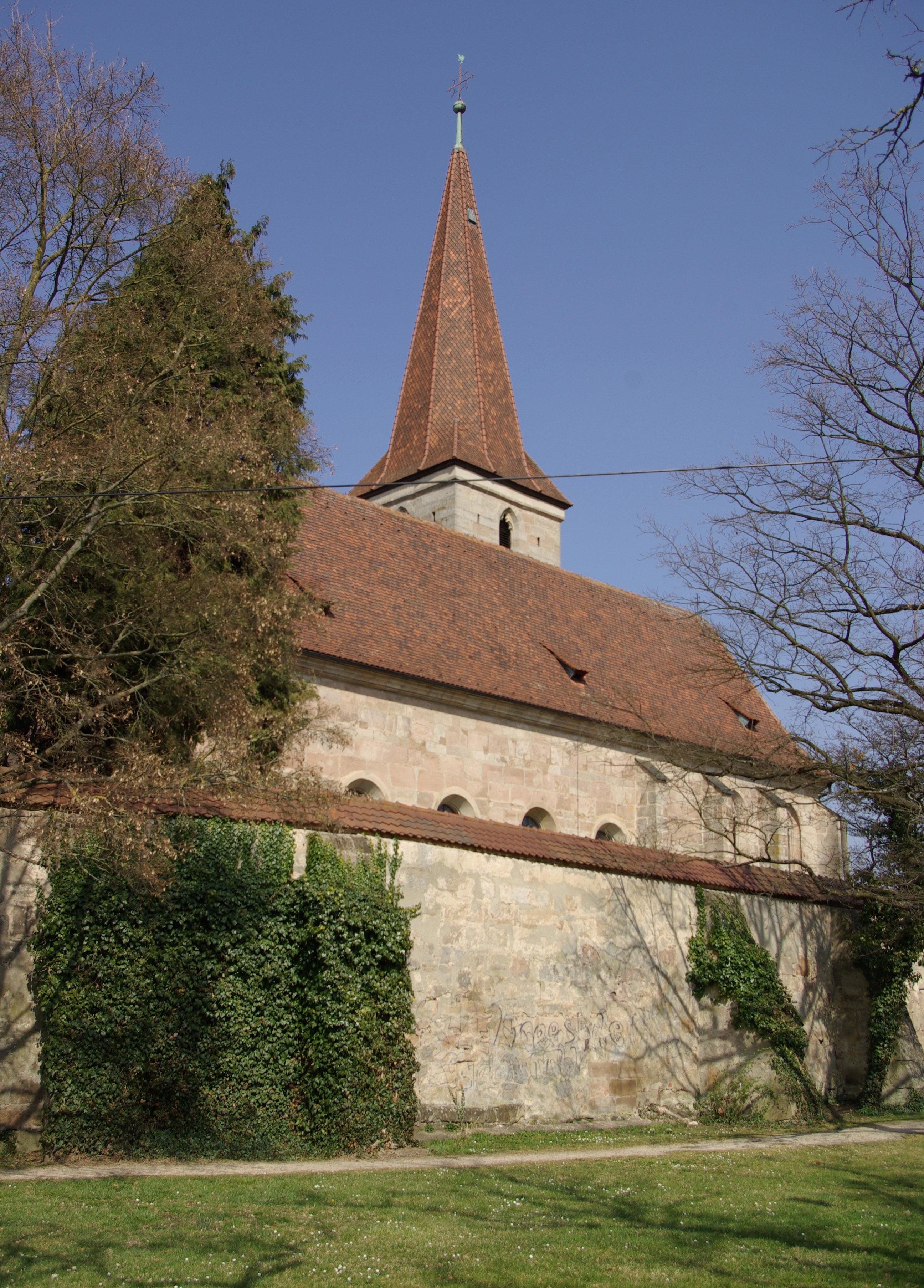
Wehrkirche St. Xystus in Erlangen-Büchenbach BY
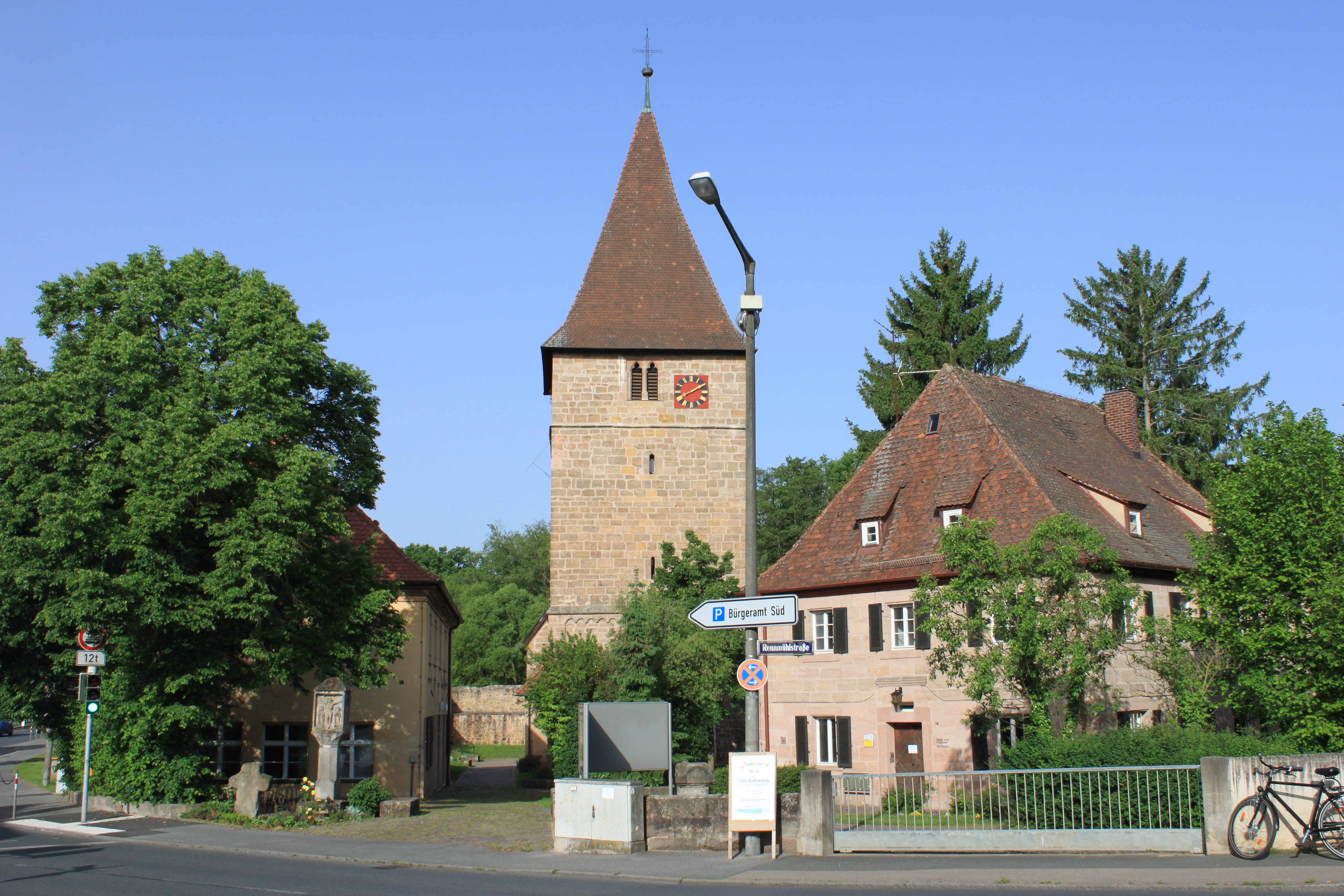
Wehrkirche Katzwang in Katzwang BY
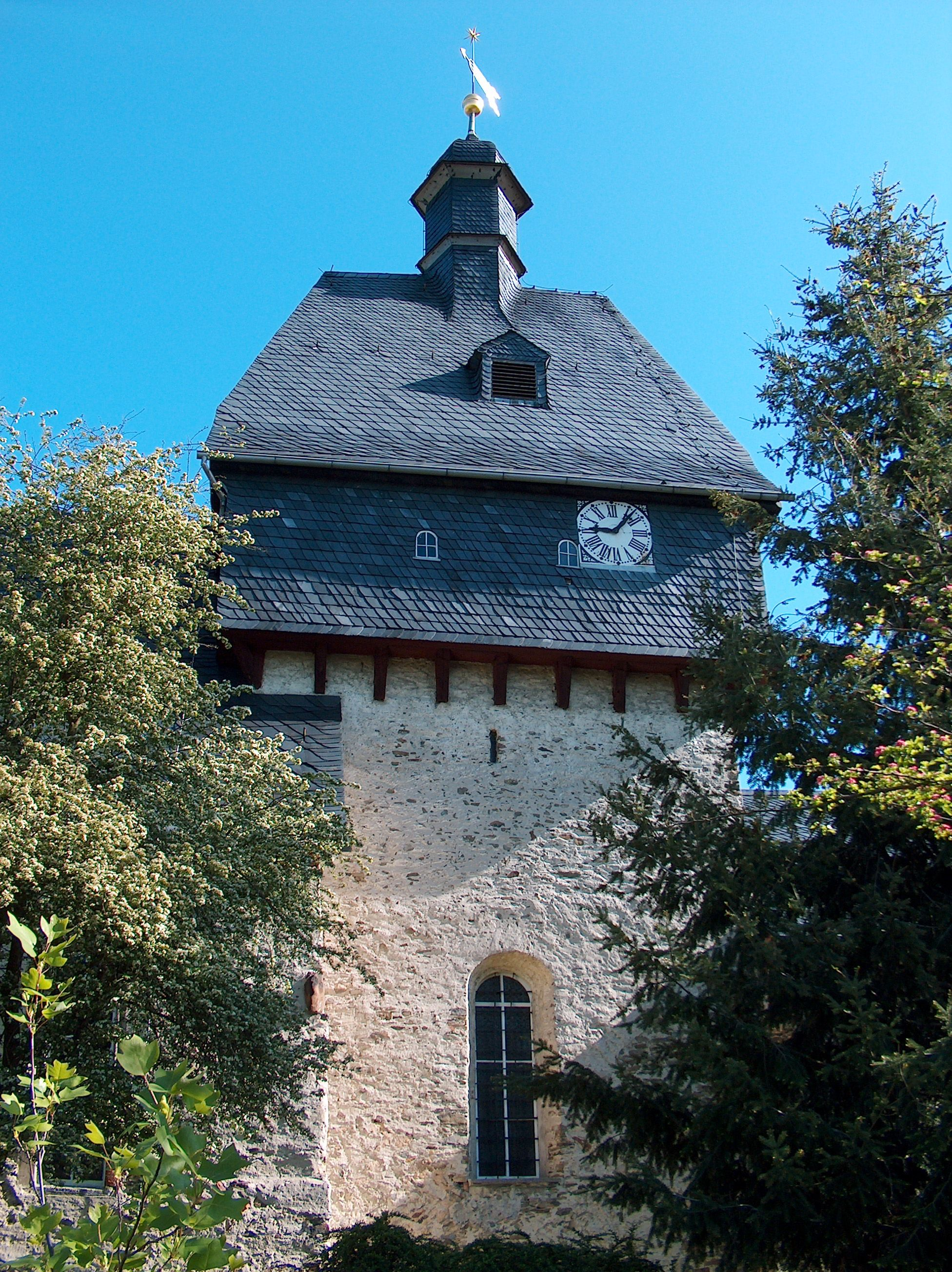
Turm der Wehrkirche in Friesau bei Saalburg-Ebersdorf TH
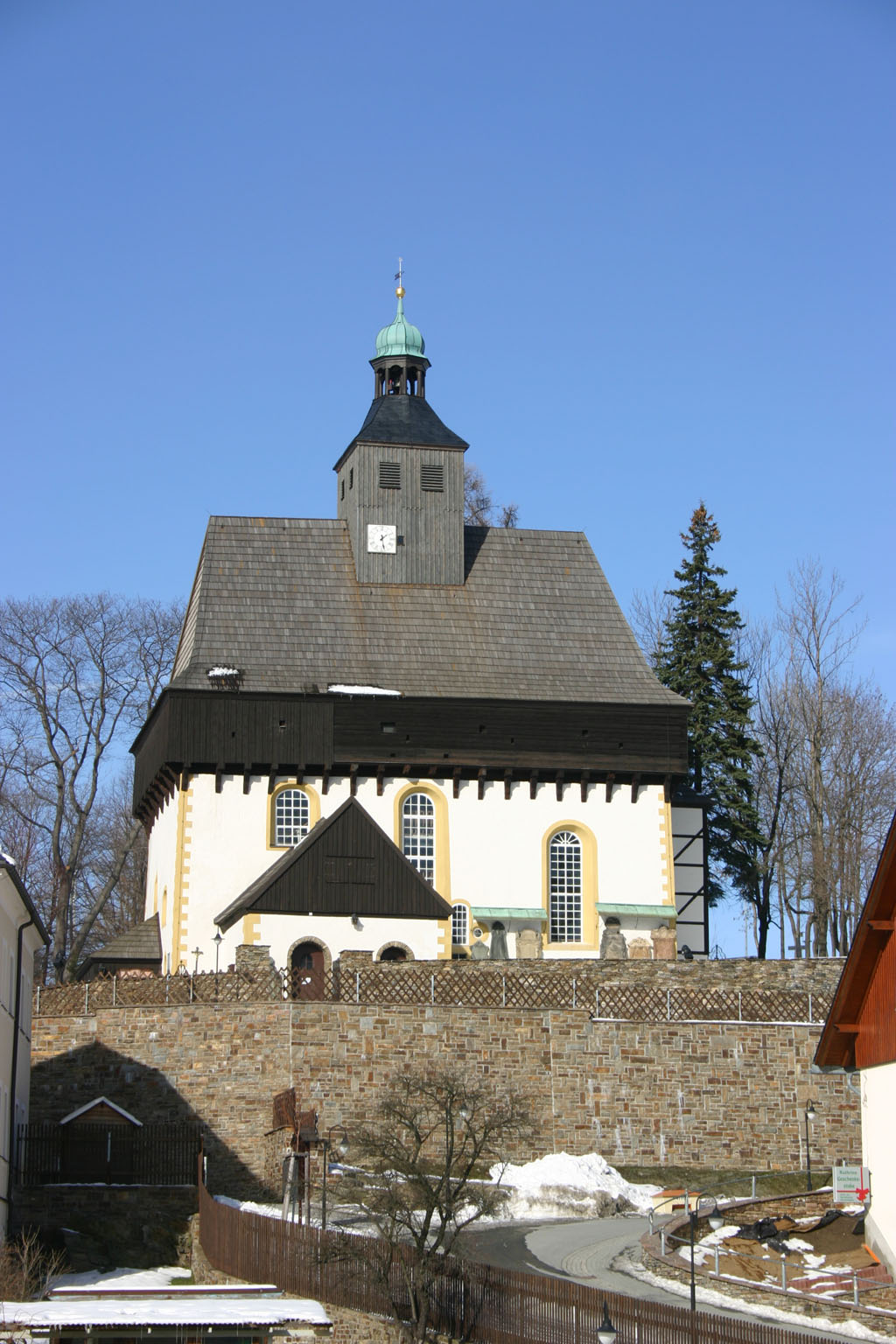
Wehrkirche in Großrückerswalde SN
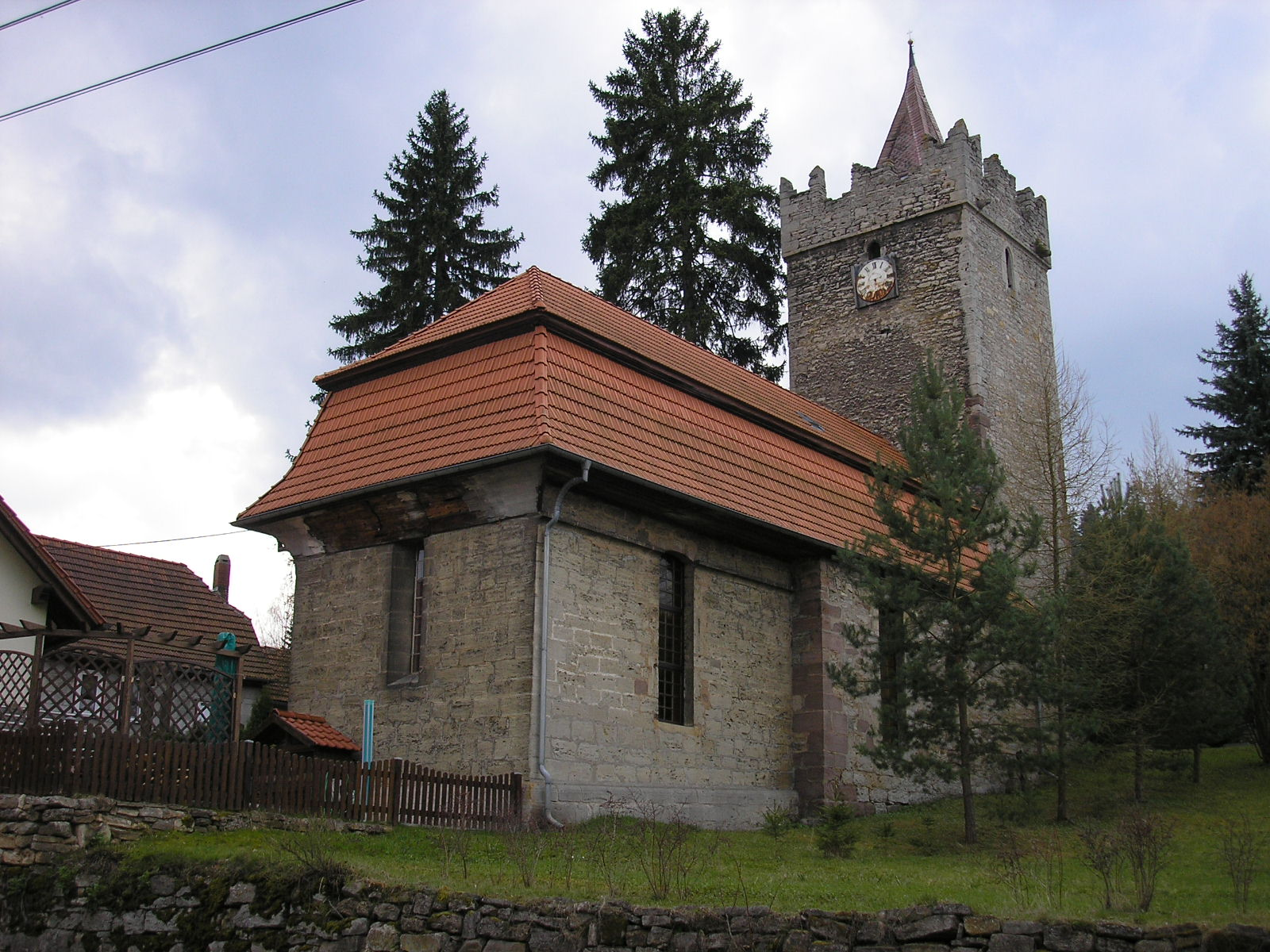
Wehrkirche in Kleinbreitenbach TH
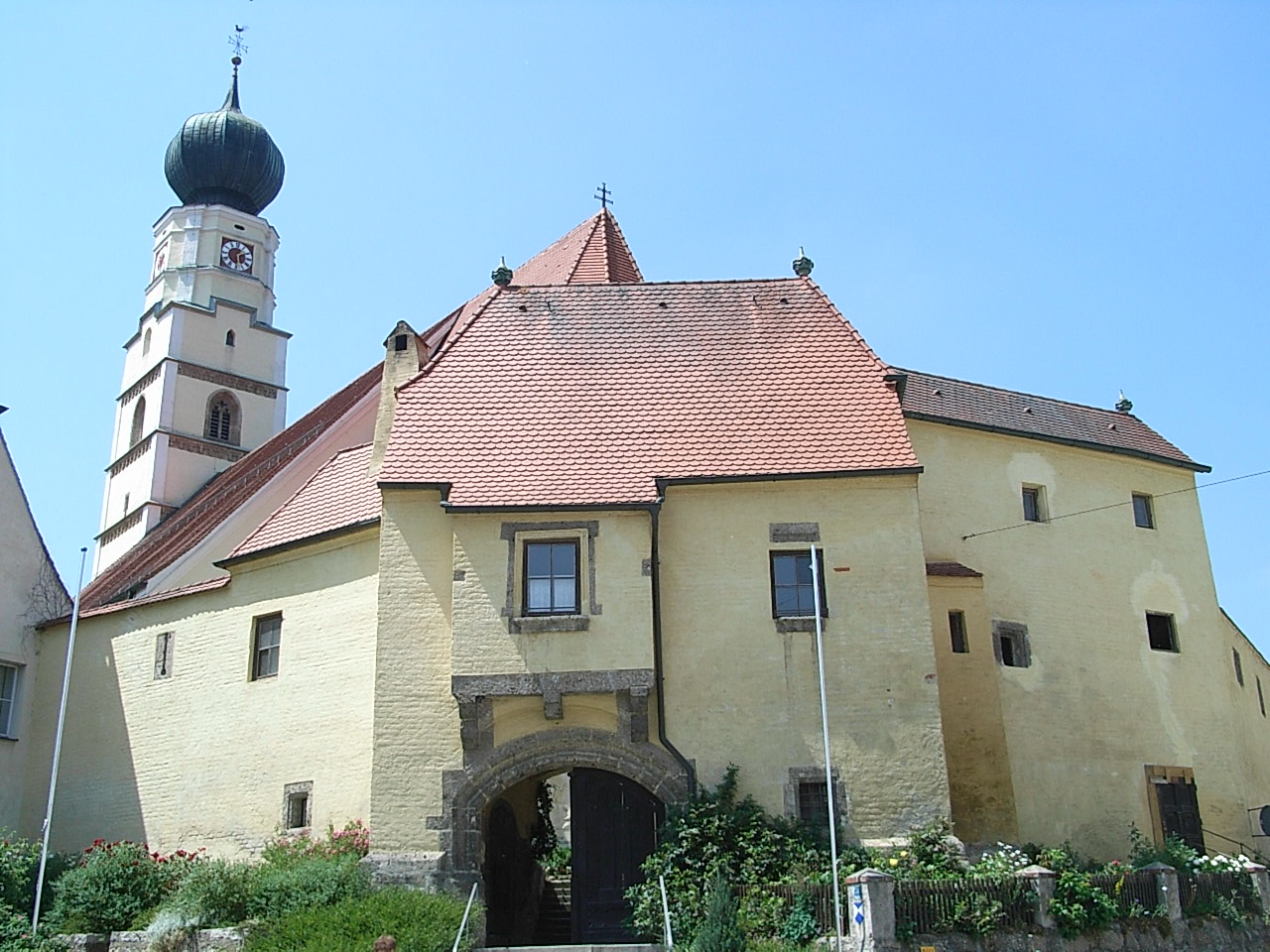
Die Wehrkirche Kößlarn in Kößlarn BY
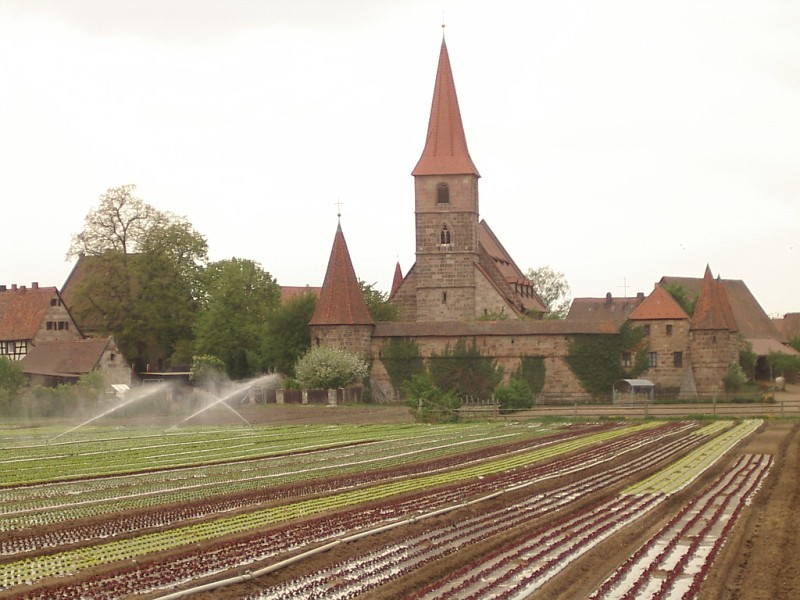
Wehrkirche St. Georg in Kraftshof BY
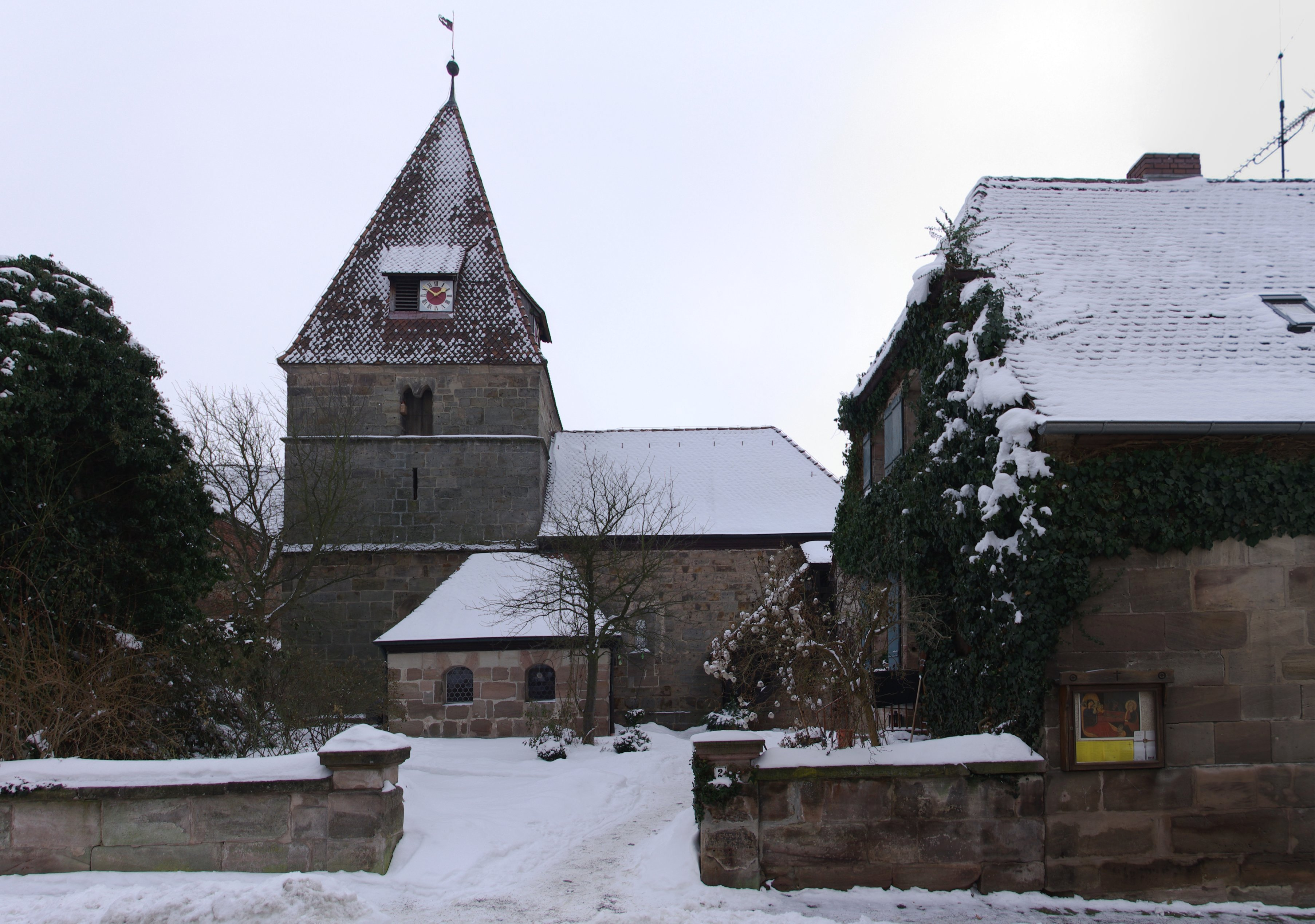
Wehrkirche St. Johannis in Kriegenbrunn BY
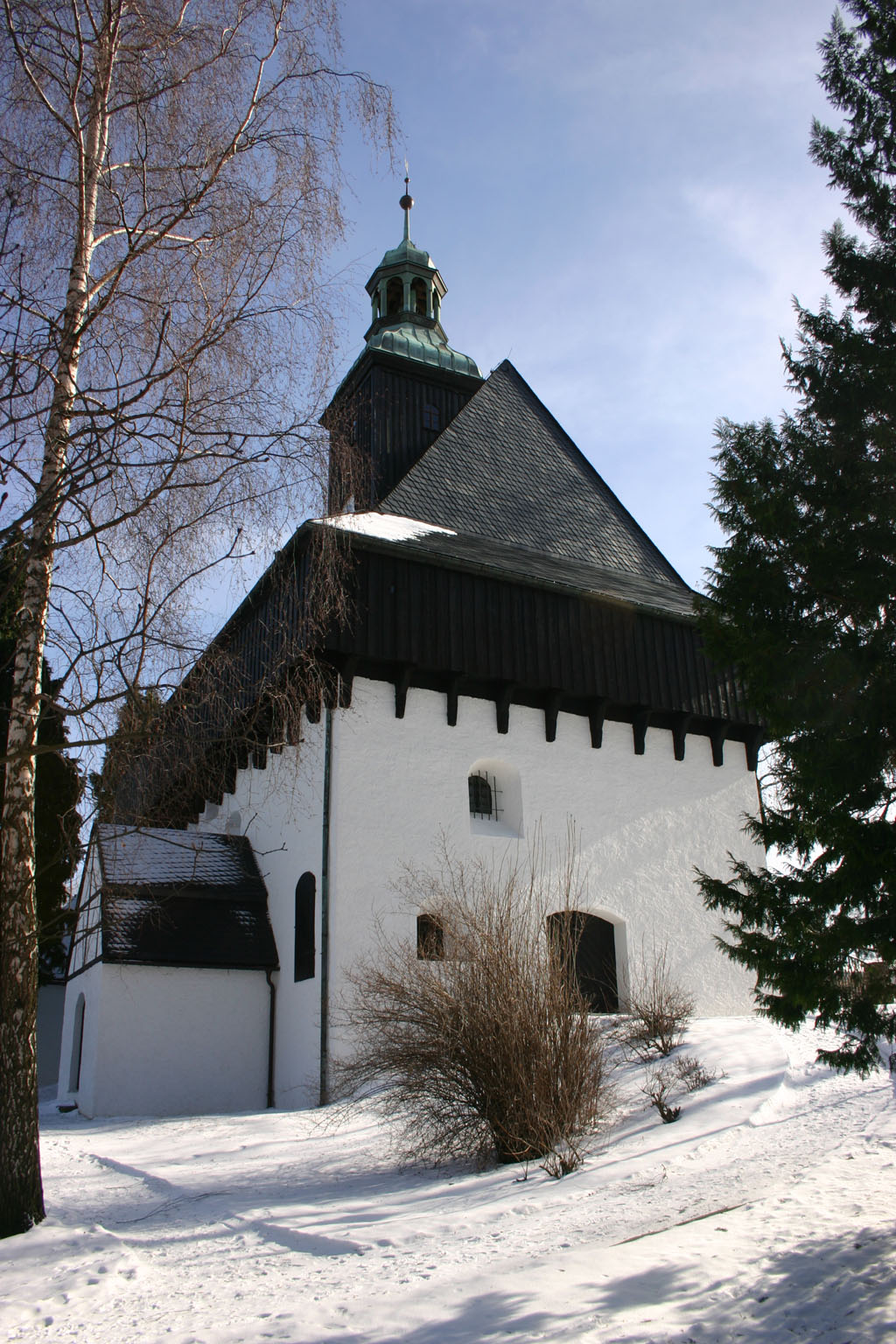
Wehrkirche in Lauterbach SN
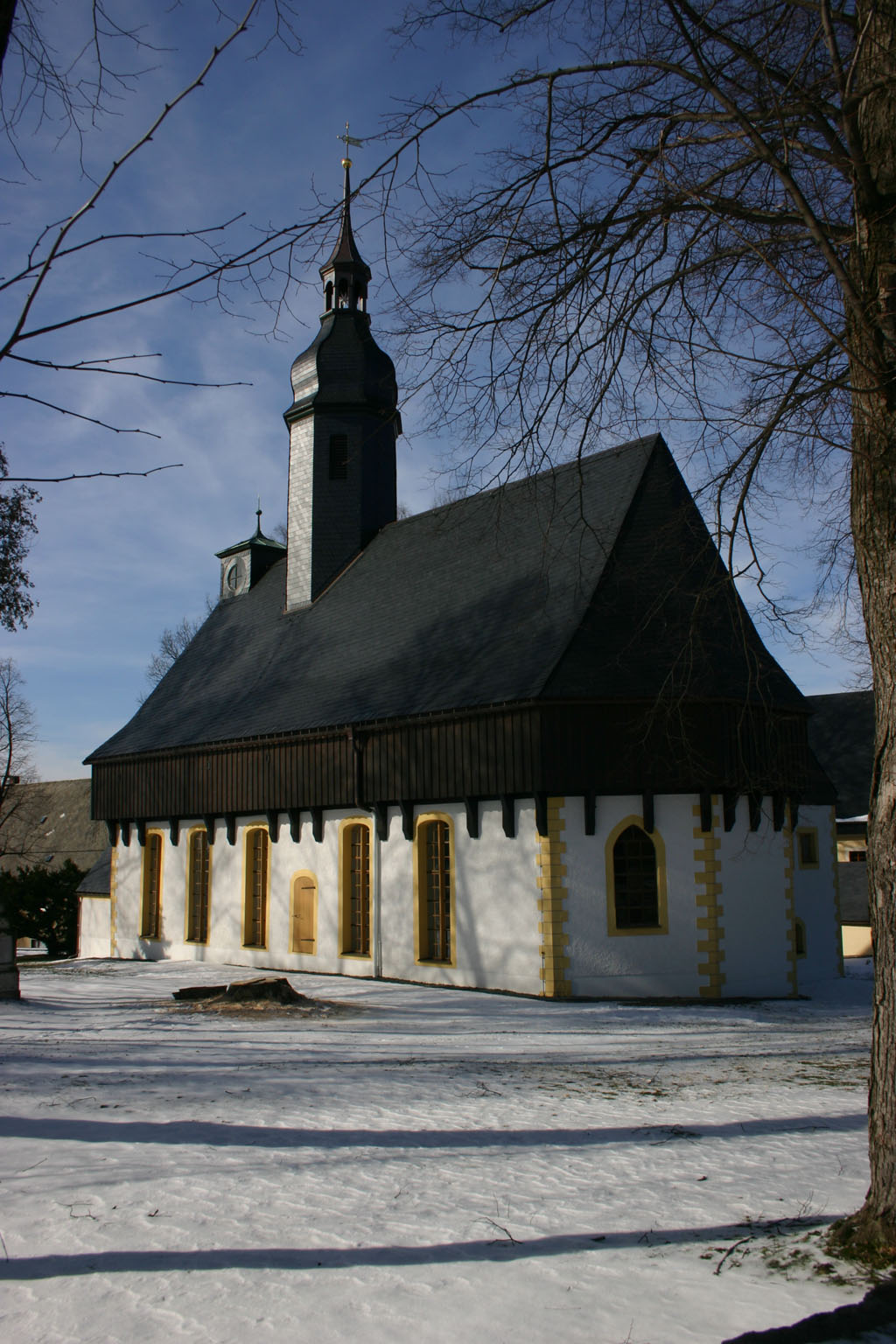
Wehrkirche in Mittelsaida SN
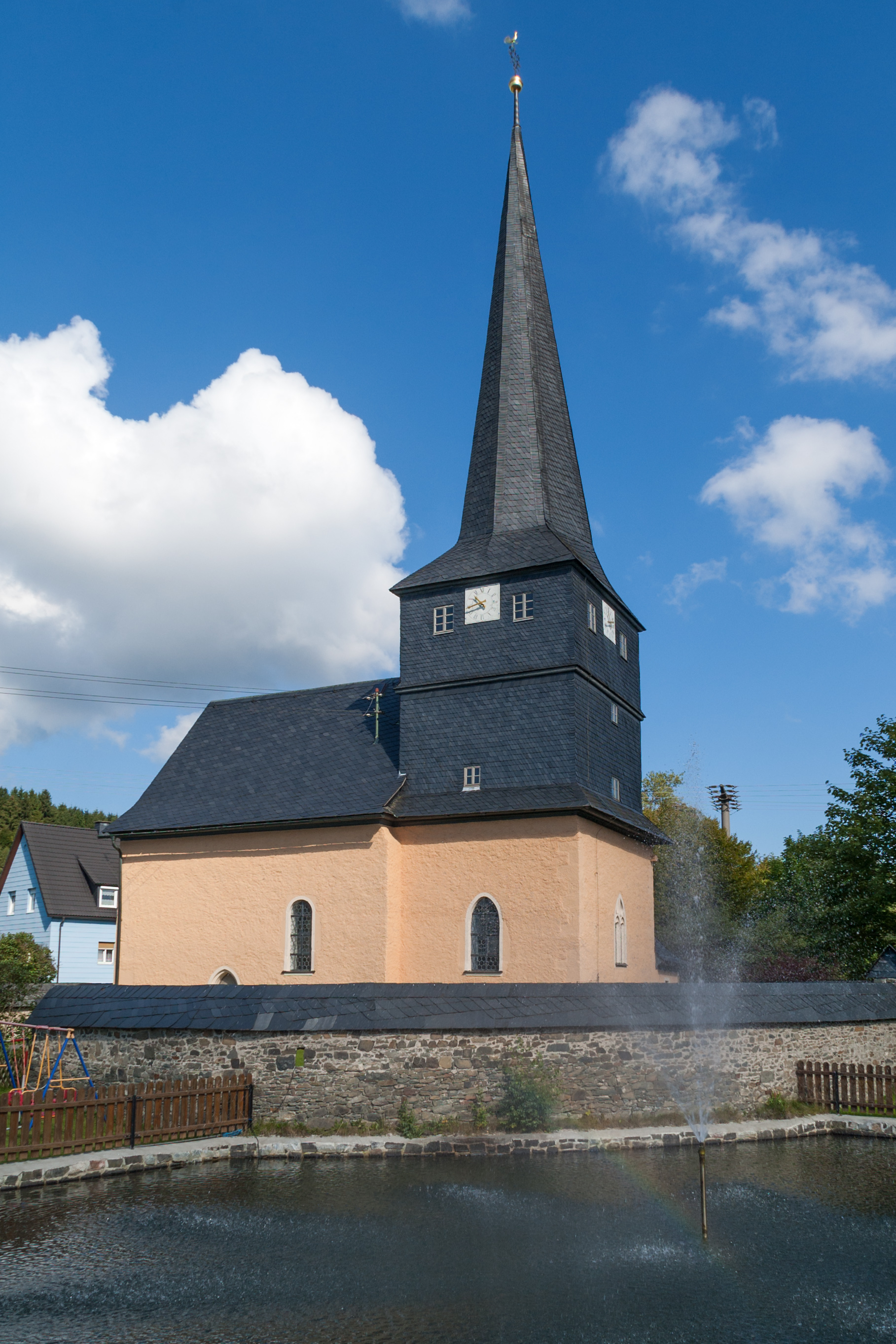
Wehrkirche St. Johannes Baptista in Steinbach am Wald BY
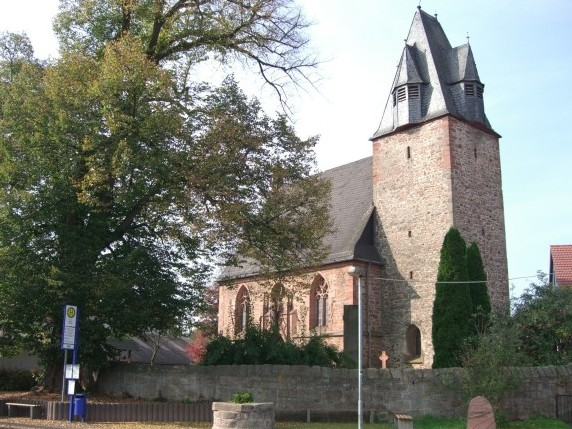
Wehrkirche in Wenkbach HE
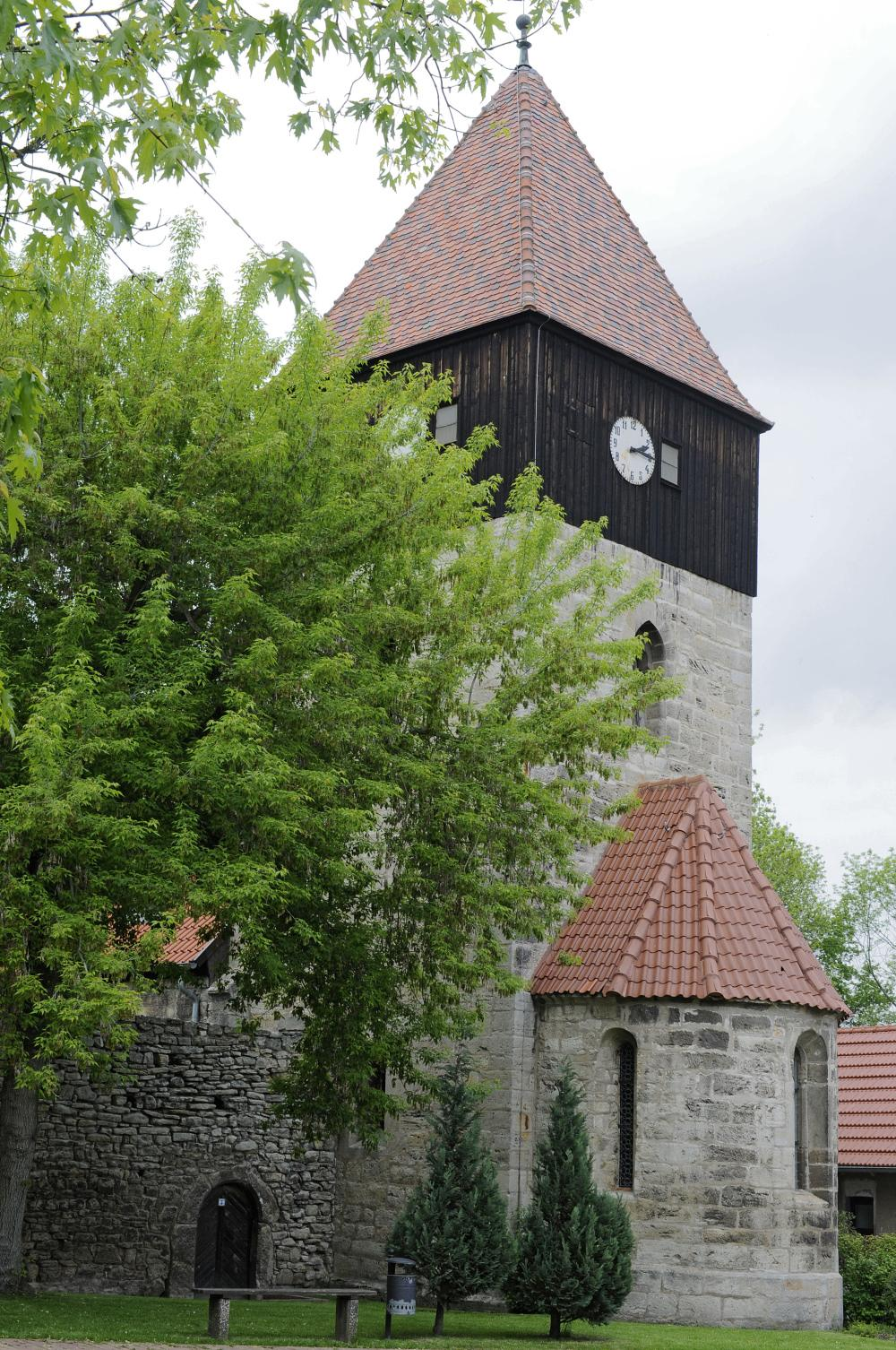
Wehrkirche St. Crucis in Espenfeld TH
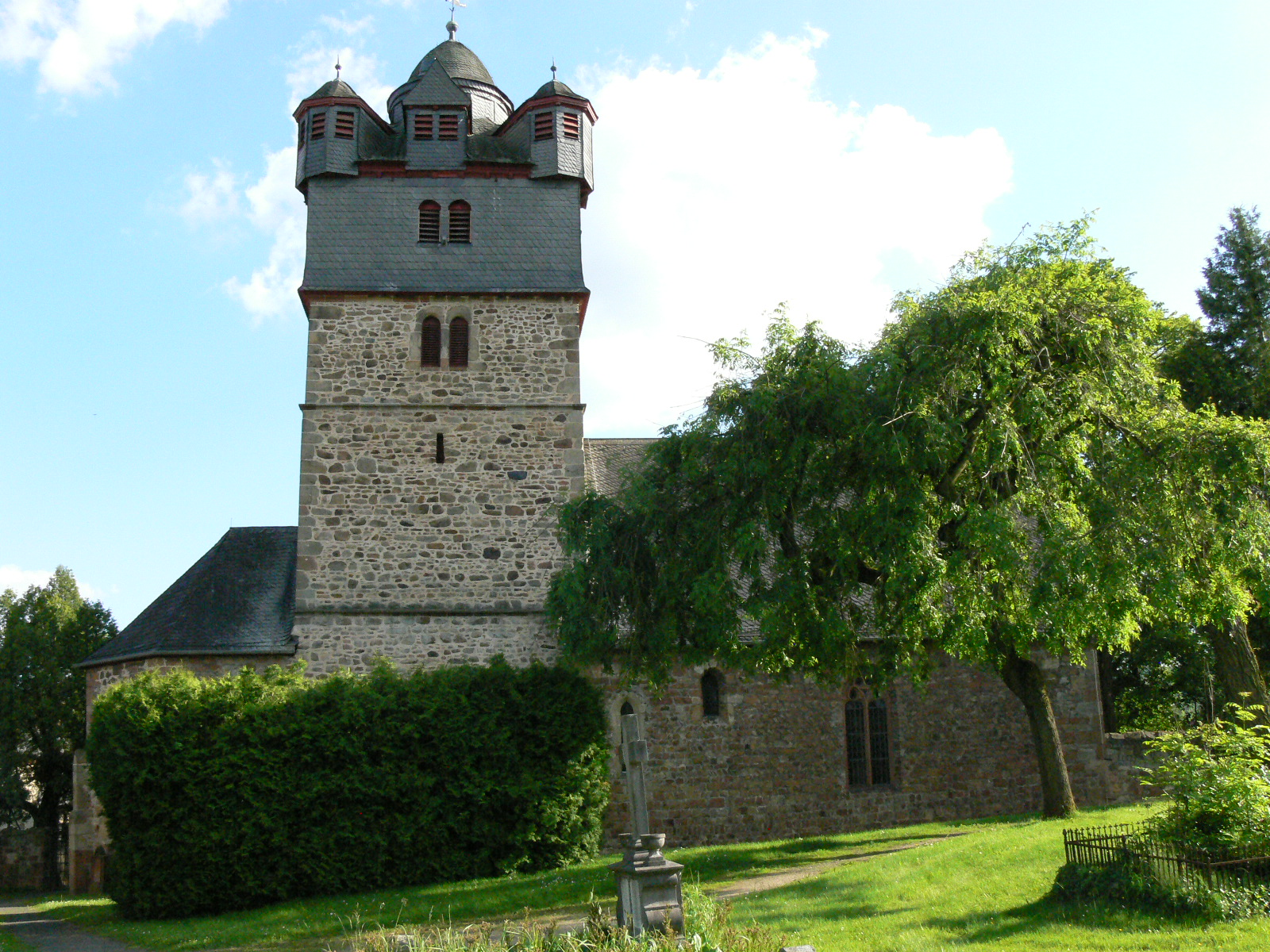
Kirche in Fronhausen HE
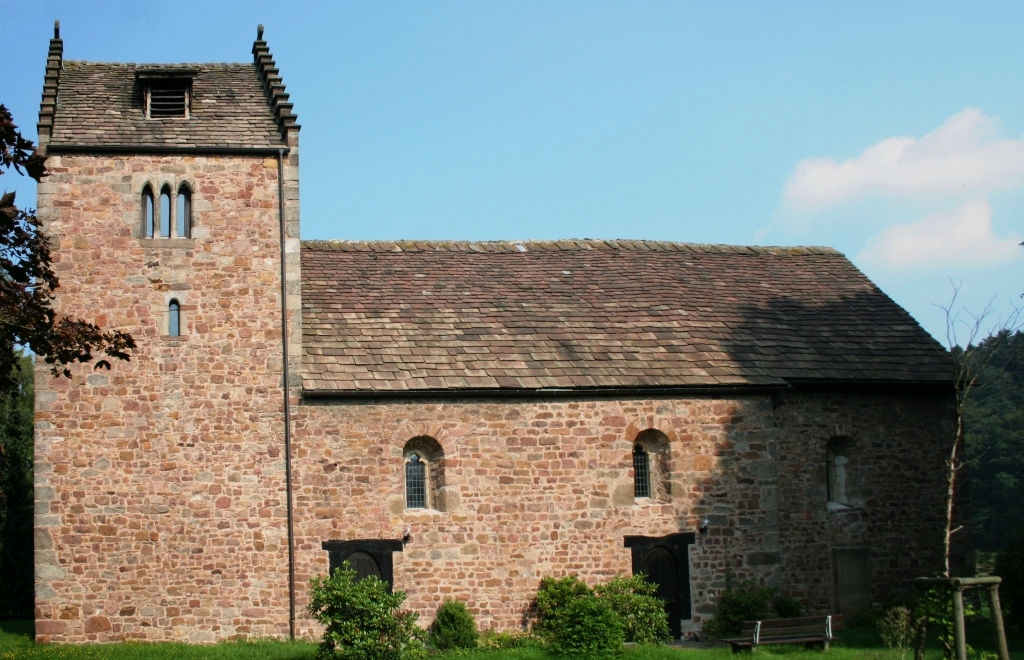
Evangelische Kirche in Vaake HE

## Österreich
Wehrkirchen sind vor allem in Niederösterreich, in Kärnten und in der Steiermark zu finden, die im 15. Jahrhundert am meisten unter dem Einfall von osmanischen Plünderern zu leiden hatten. Dort befinden sich auch einige Rundkirchen, die ebenfalls diesem Typus zuzurechnen sind. In der Wachau befindet sich die berühmte Wehrkirche St. Michael. In der Buckligen Welt wurde eine Rundtour als Wehrkirchenstraße ausgeschildert

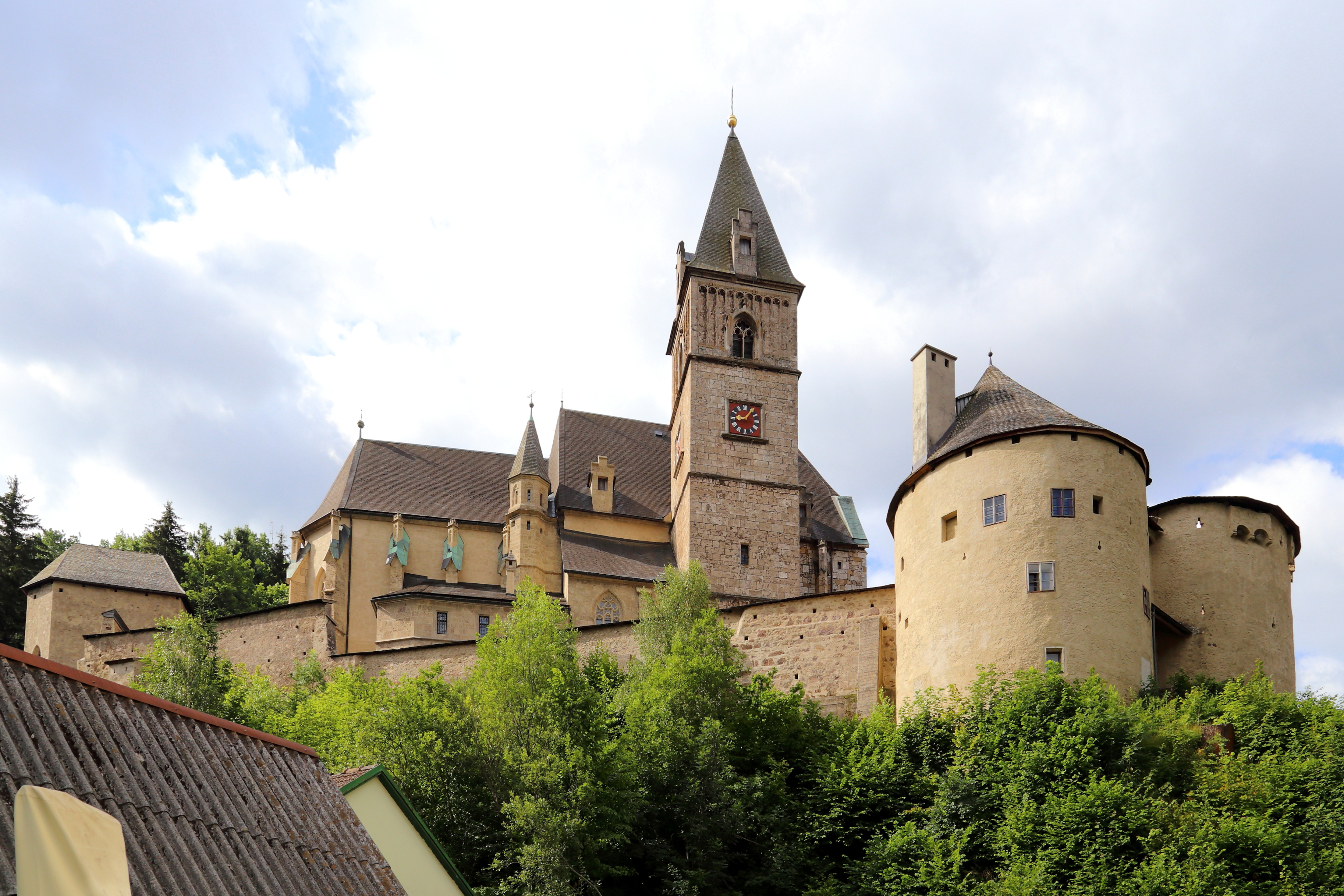
Pfarrkirche St. Oswald (Eisenerz), größte erhaltene Kirchenburg Österreichs
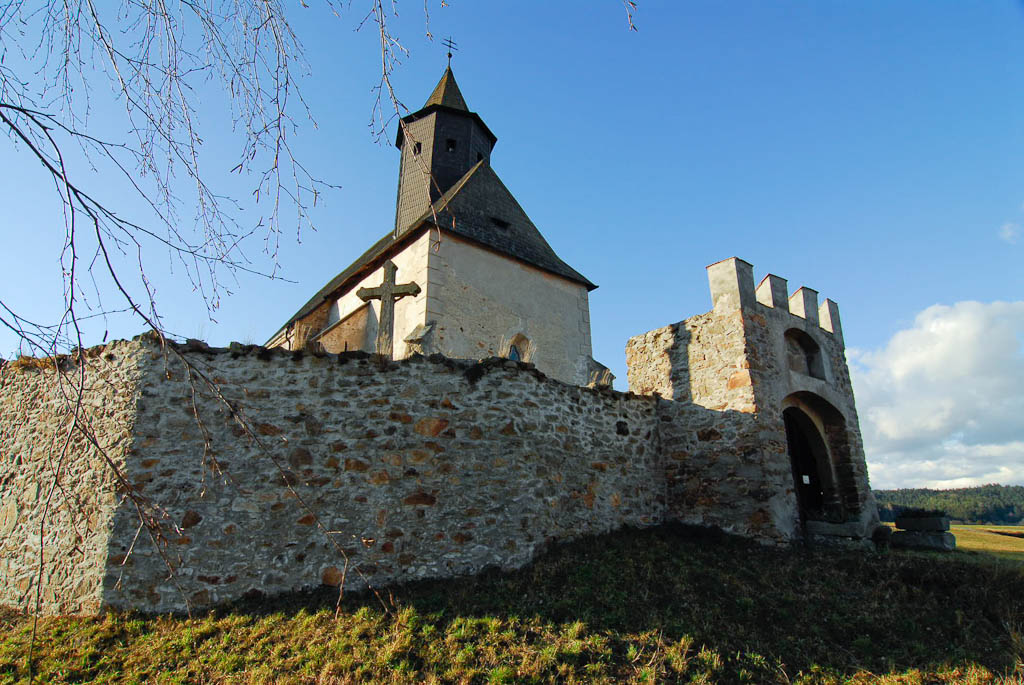
Wehrkirche Kleinzwettl, Niederösterreich
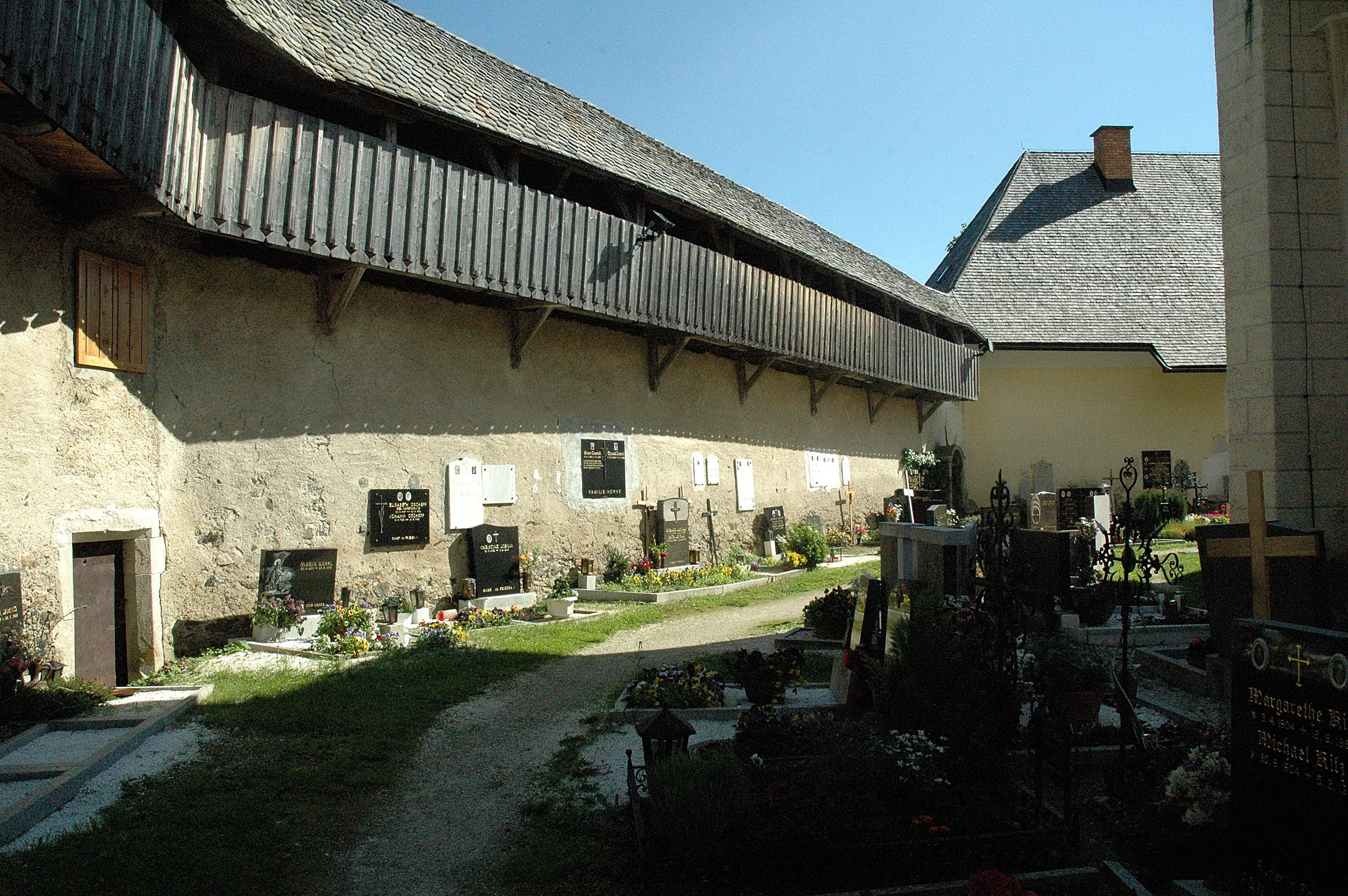
Wehrgang am Diexer Friedhof, Kärnten
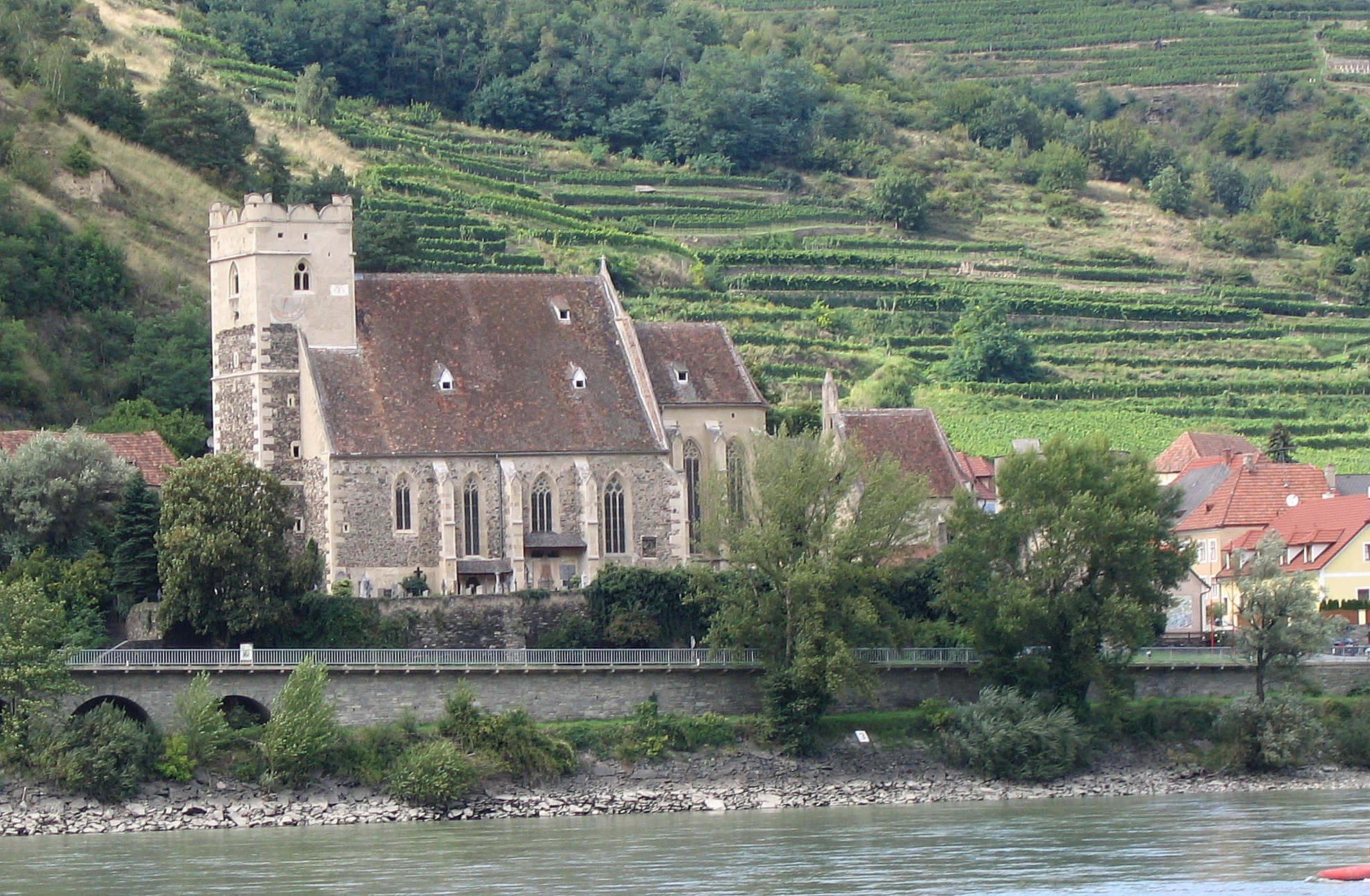
Sankt Michael in der Wachau
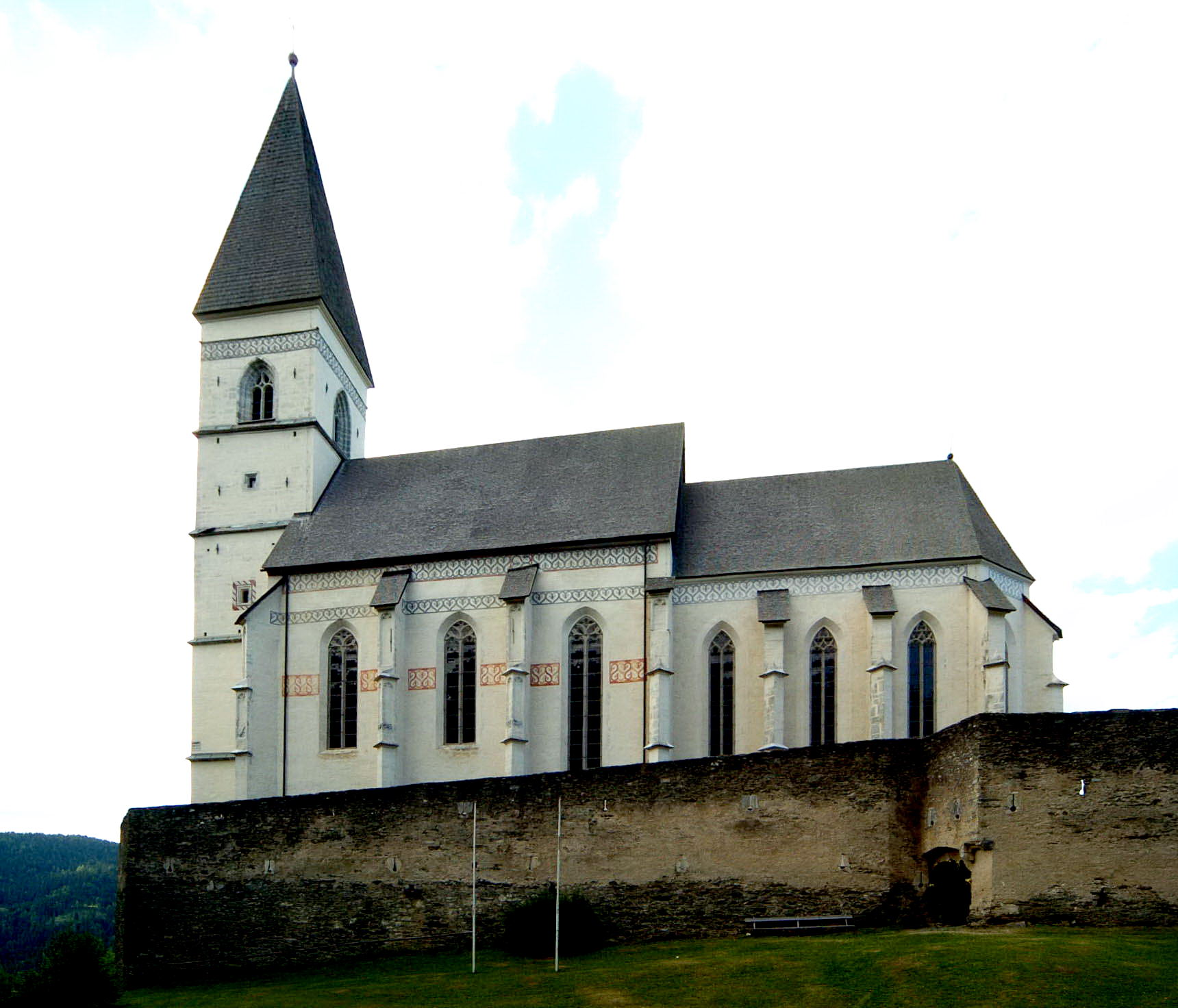
Kirche St. Wolfgang in Grades, Kärnten

## Rumänien
In Siebenbürgen wurden 150 Kirchen, zum Großteil im Siedlungsgebiet der Siebenbürger Sachsen, aus der Zeit des Kampfes gegen die Türken bewahrt.
Siehe auch Liste von Orten in Siebenbürgen mit Kirchenburg oder Wehrkirche.
Sieben Kirchenburgen wurden zum UNESCO-Weltkulturerbe ernannt.

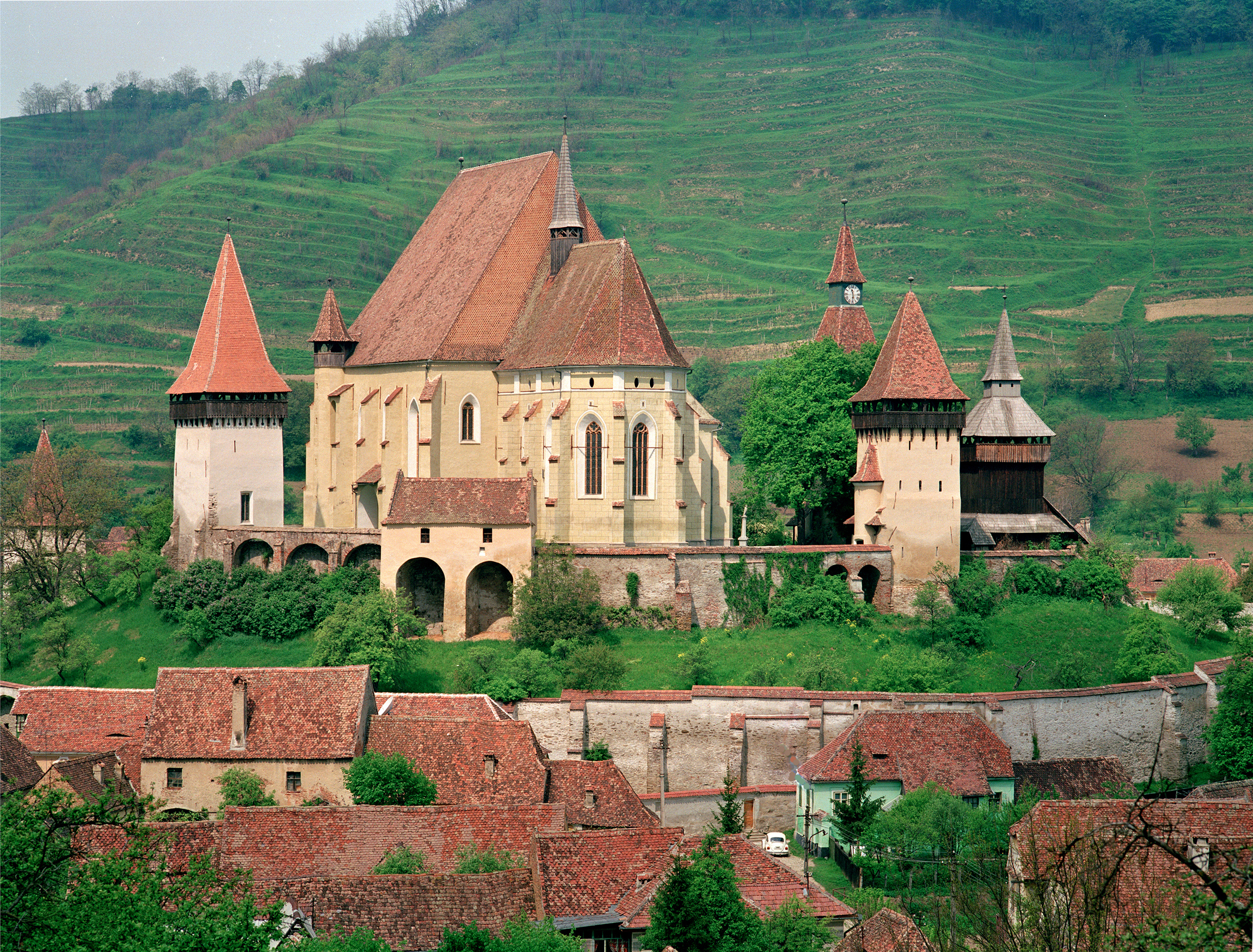
Die Kirchenburg von Biertan (Birthälm, Berethalom)
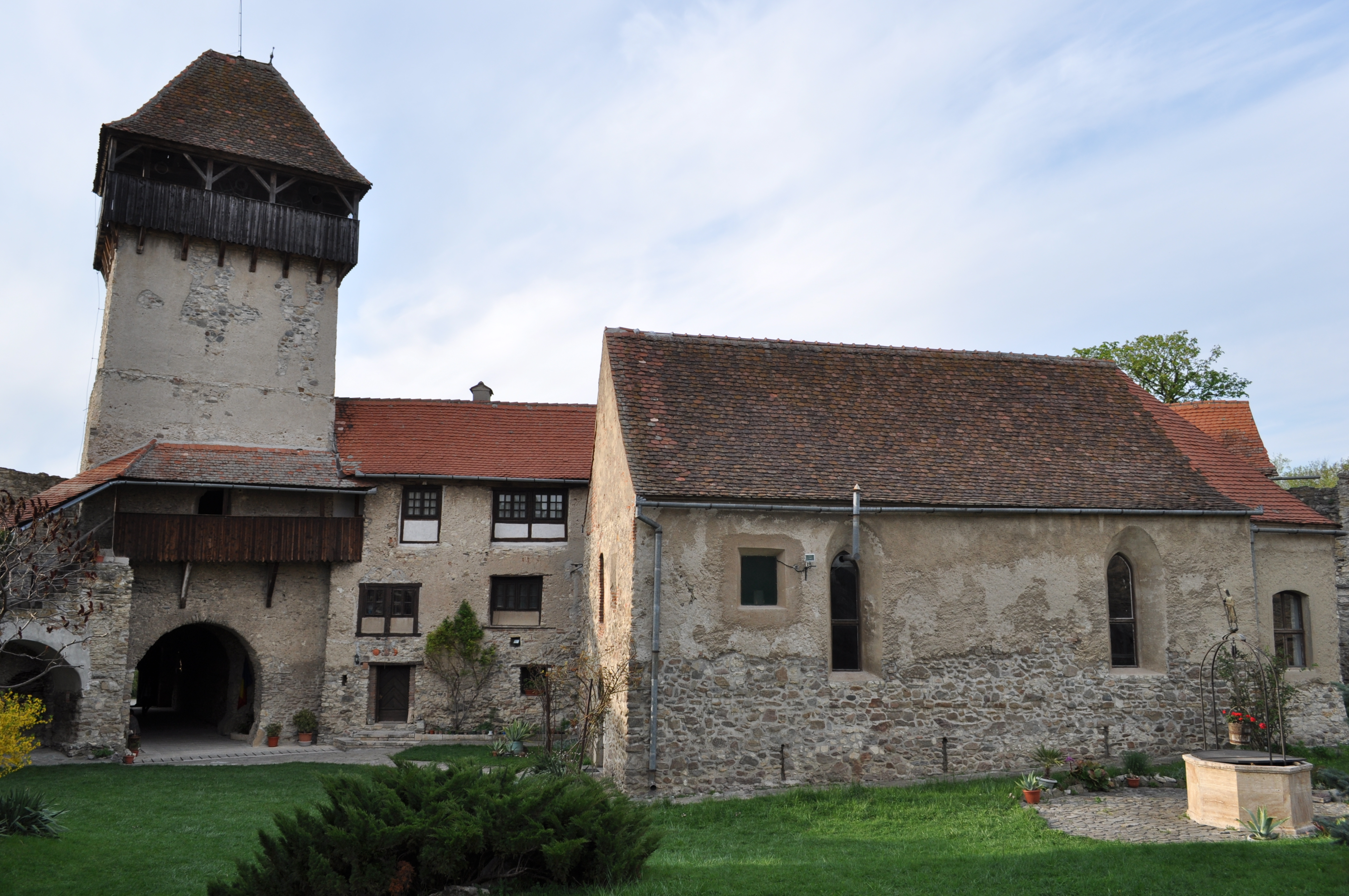
Kirche der Burg Câlnic (Kelling, Kelnek)
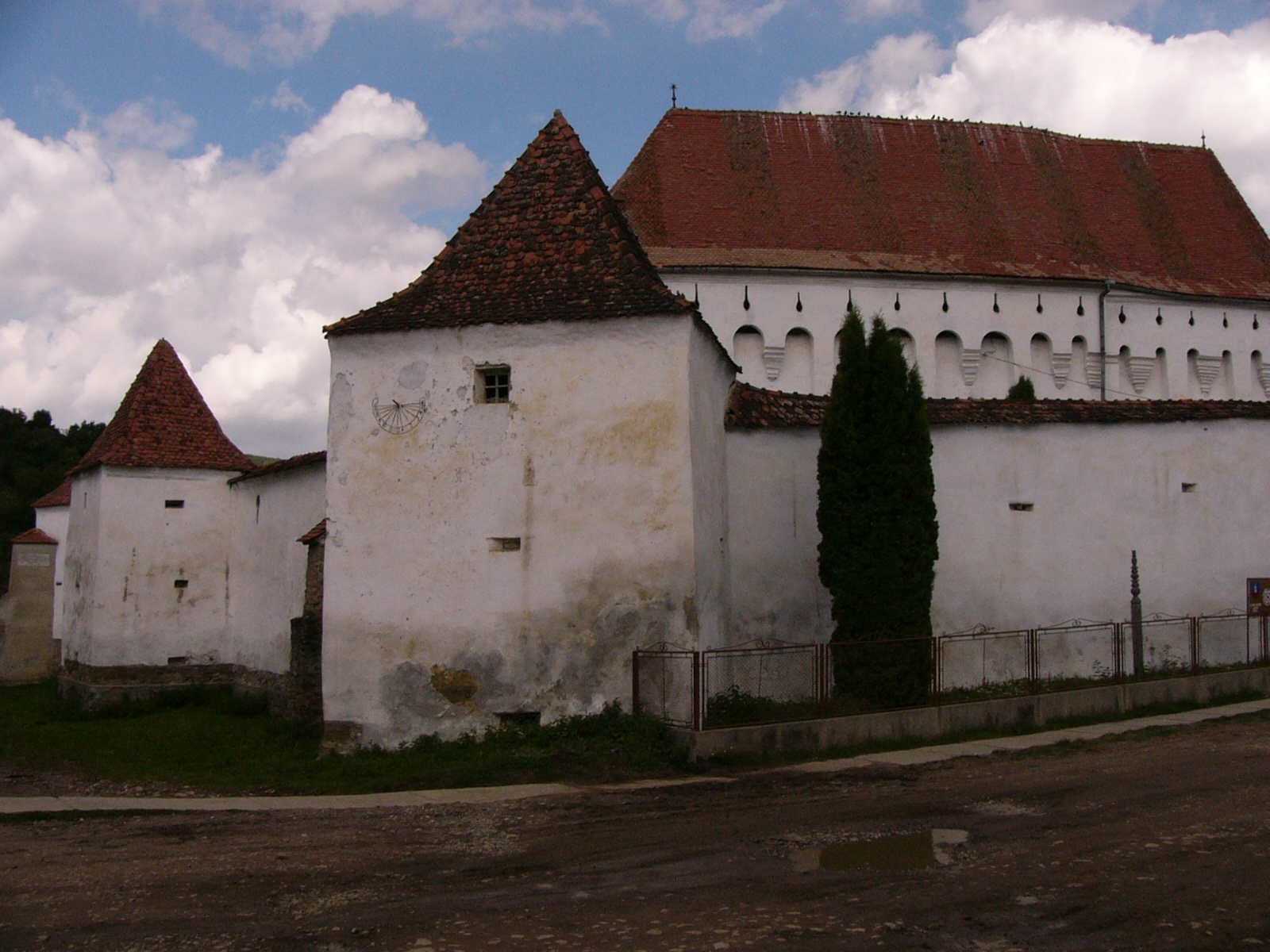
Die Kirche von Dârjiu (Székelyderzs)
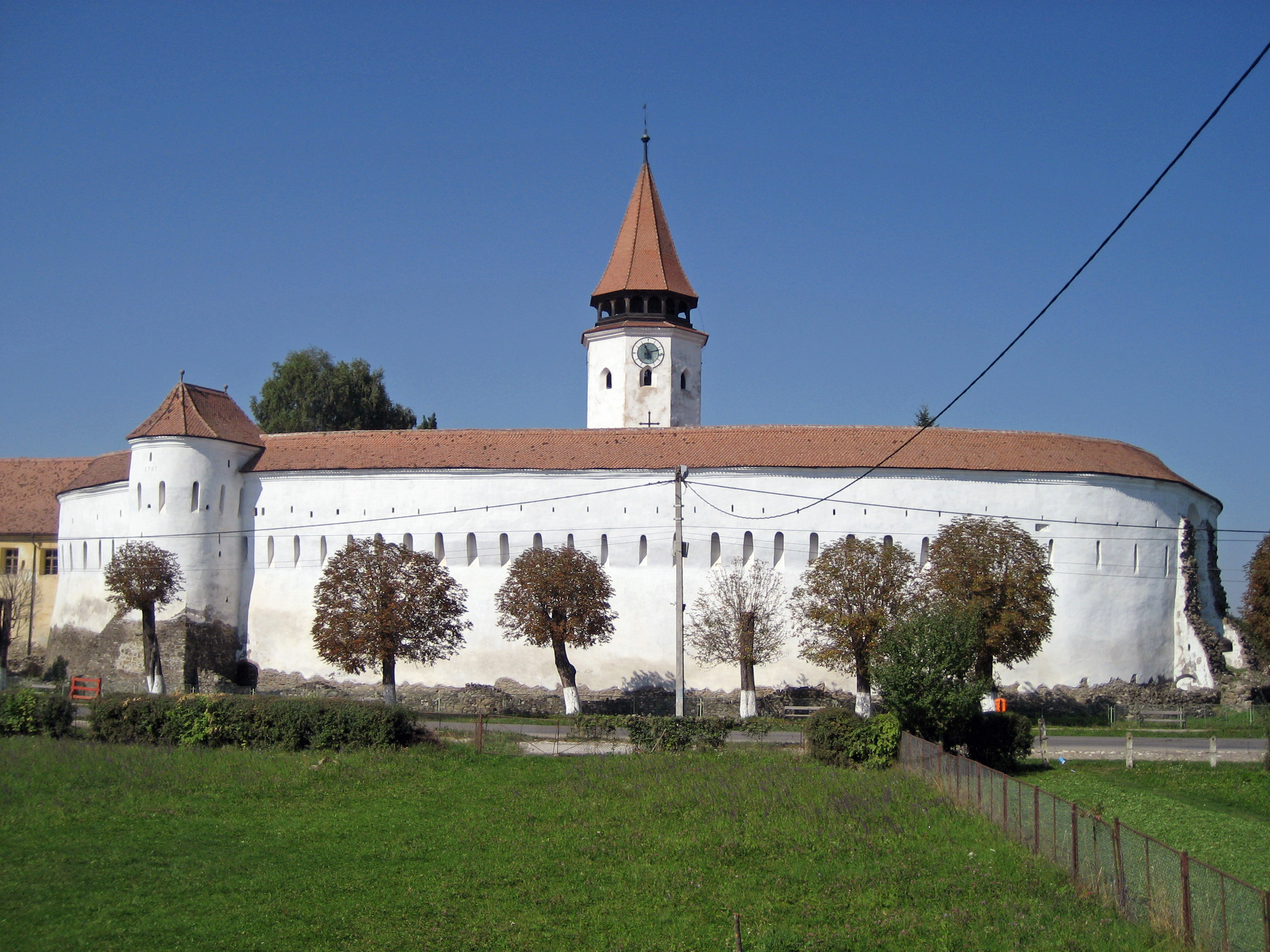
Die Kirchenburg Prejmer (Tartlau, Prázsmár)
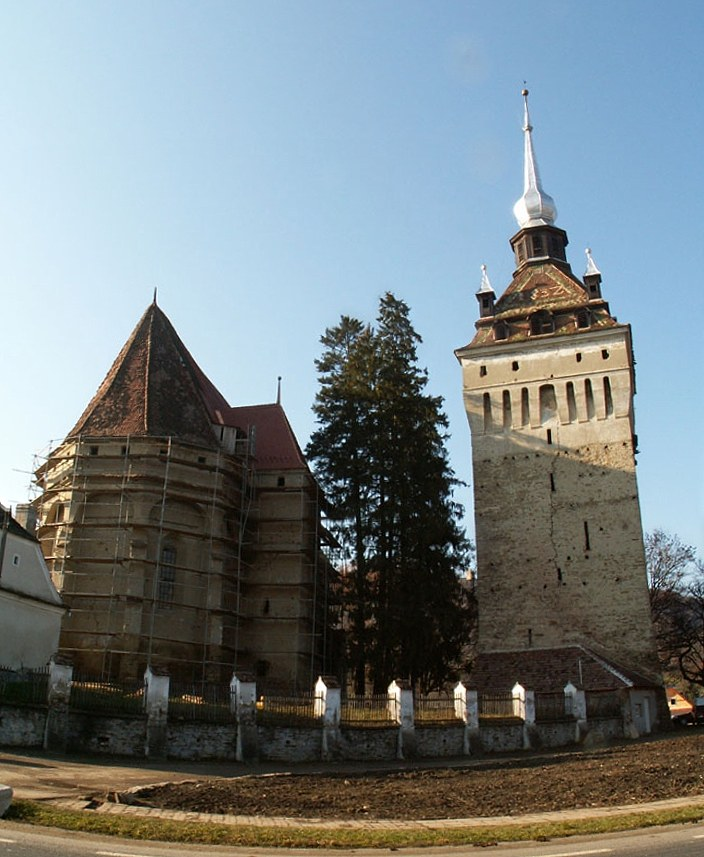
Die Wehrkirche Saschiz (Kreisd, Szászkésd)
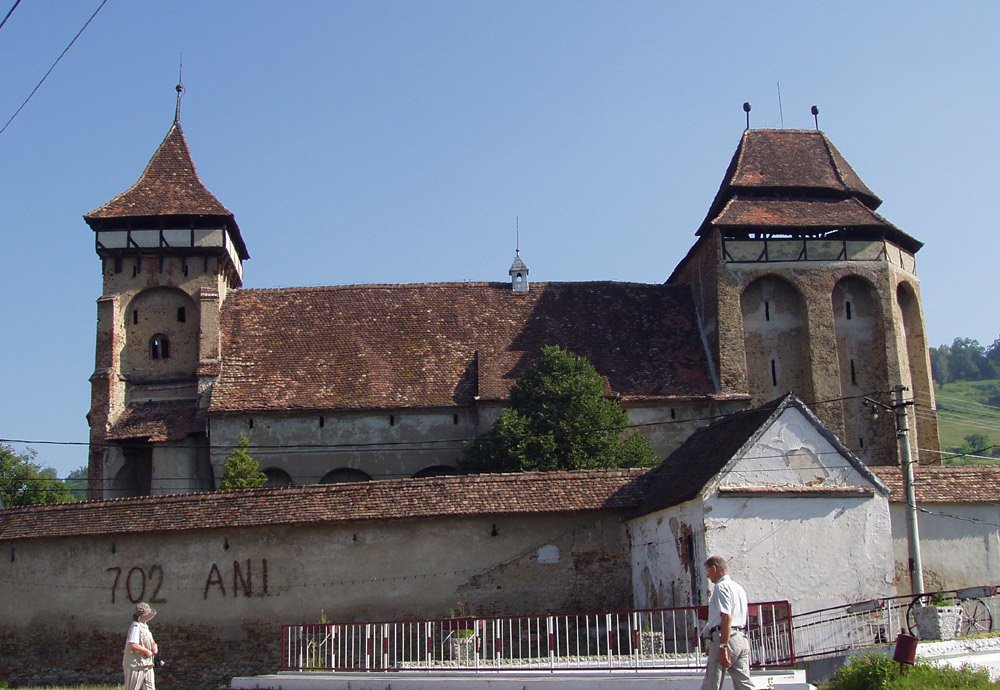
Die Wehrkirche Vilea Viilor (Wurmloch, Nagybaromlak)
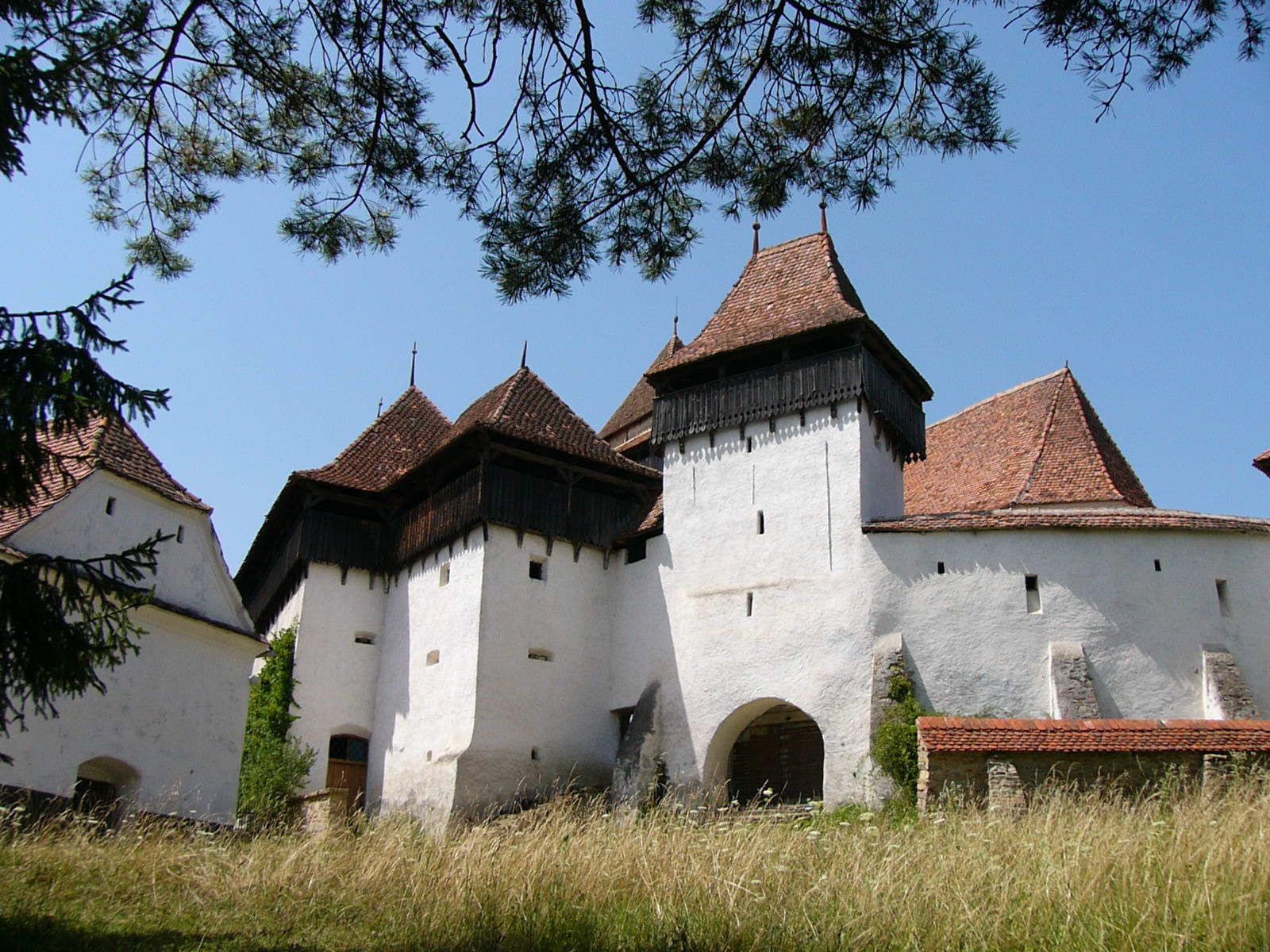
Kirchenburg von Viscri (Deutsch-Weißkirch, Szászféheregyháza)

## Spanien

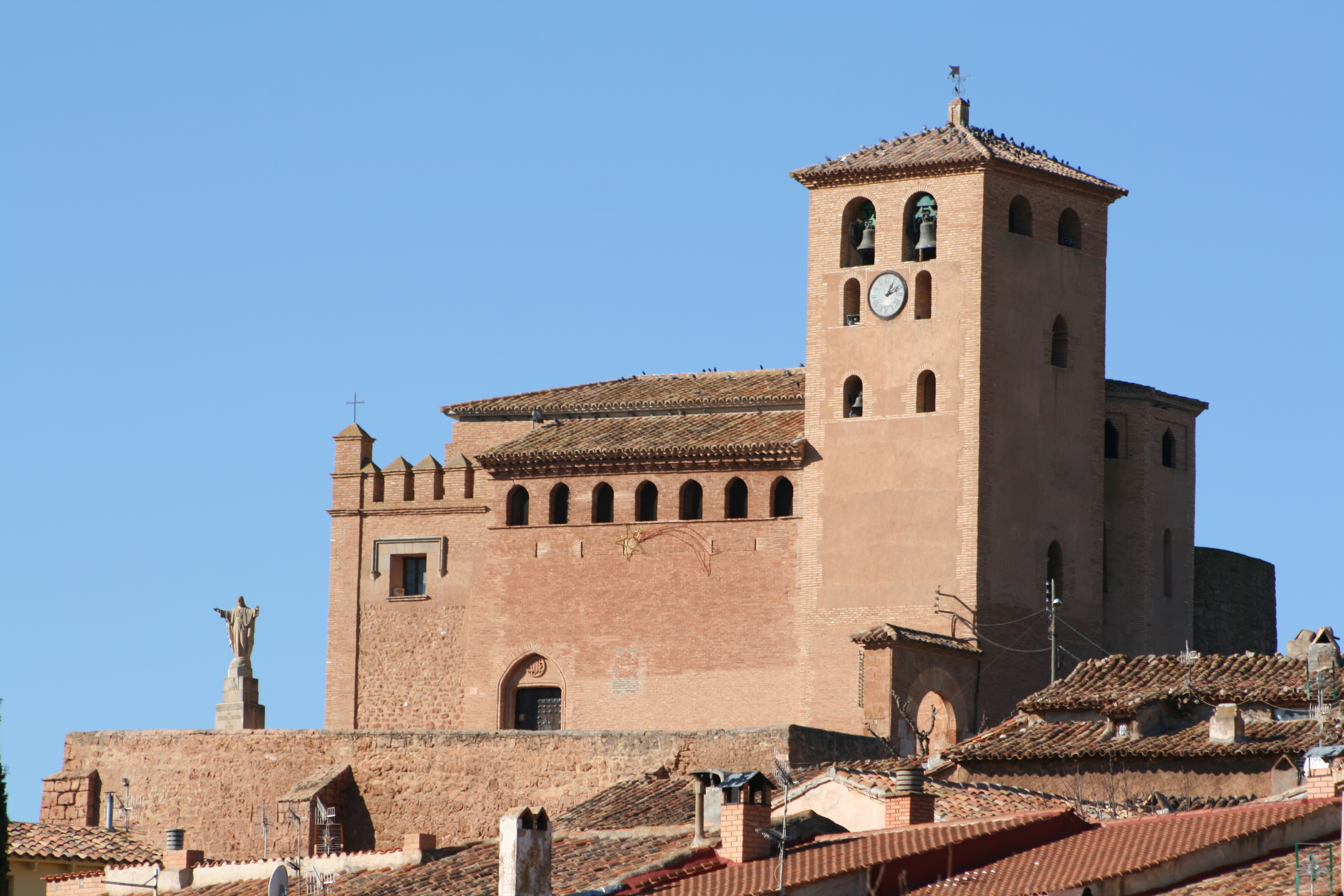
Iglesia de Santa Tecla (Cervera de la Cañada), Kirche der Nuestra Señora de la Asunción in Cervera de la Cañada
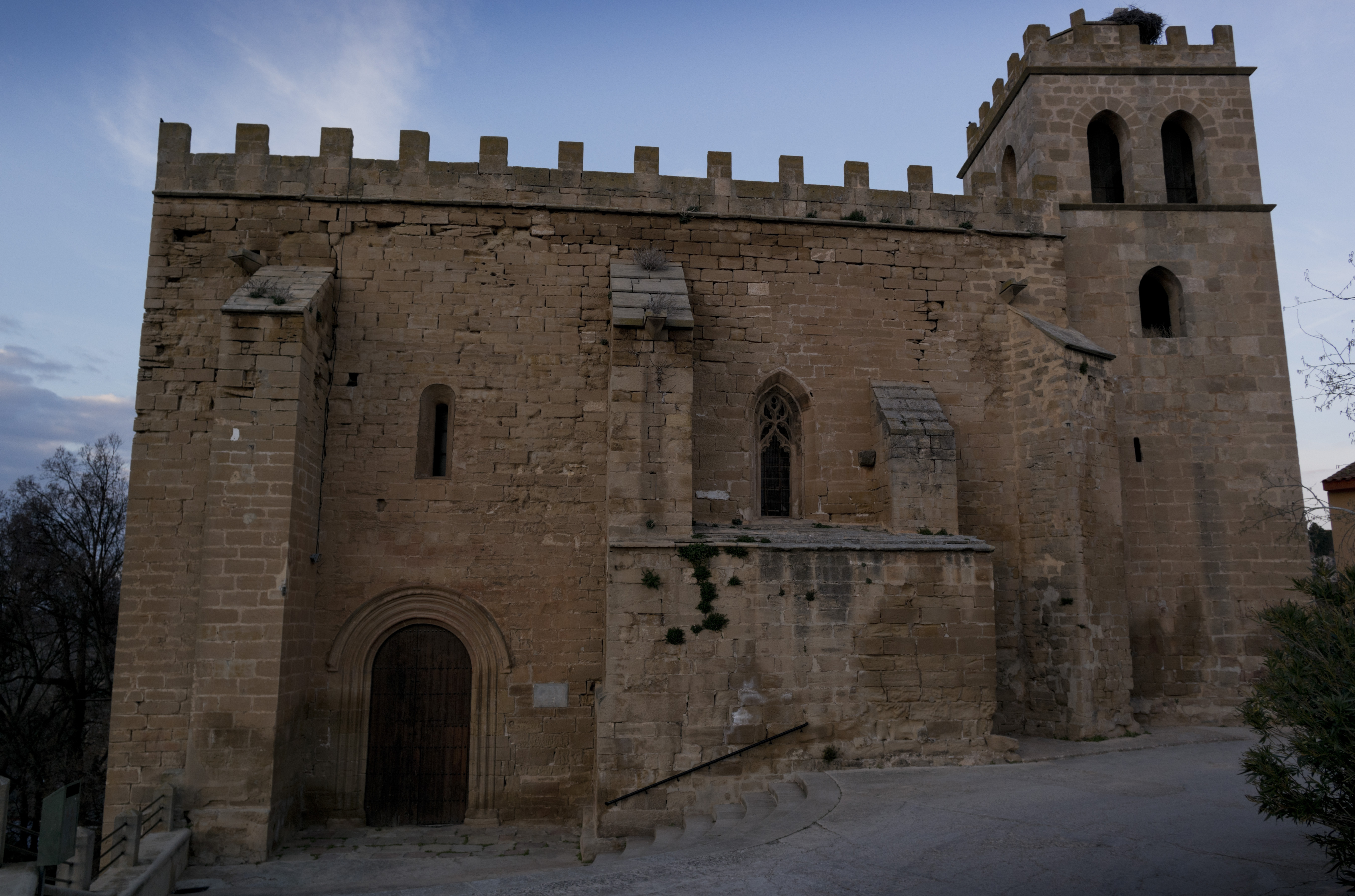
Kirche der San Juan Bautista (Fabara)
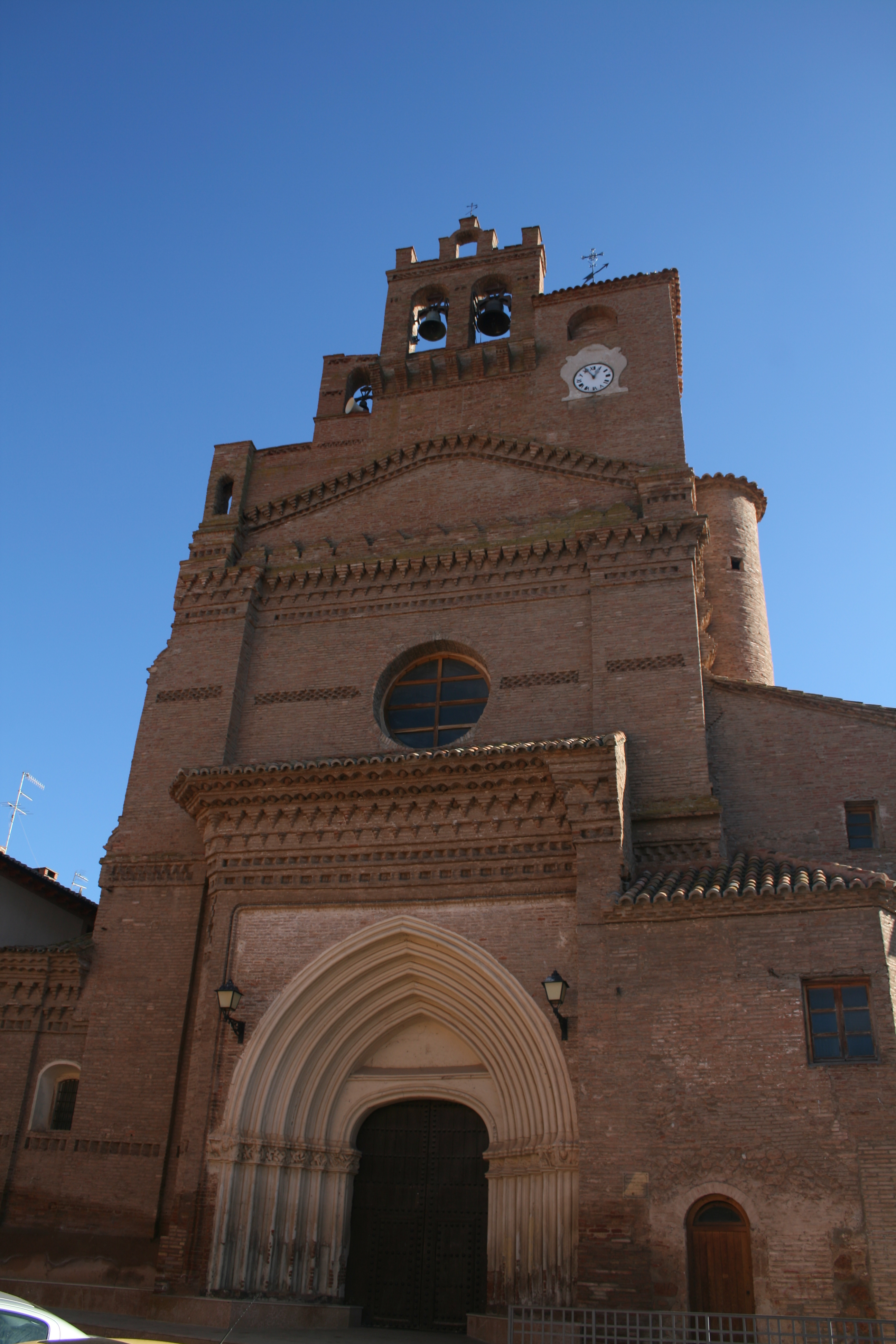
Kirche der San Pedro Apóstol (Villarroya de la Sierra)
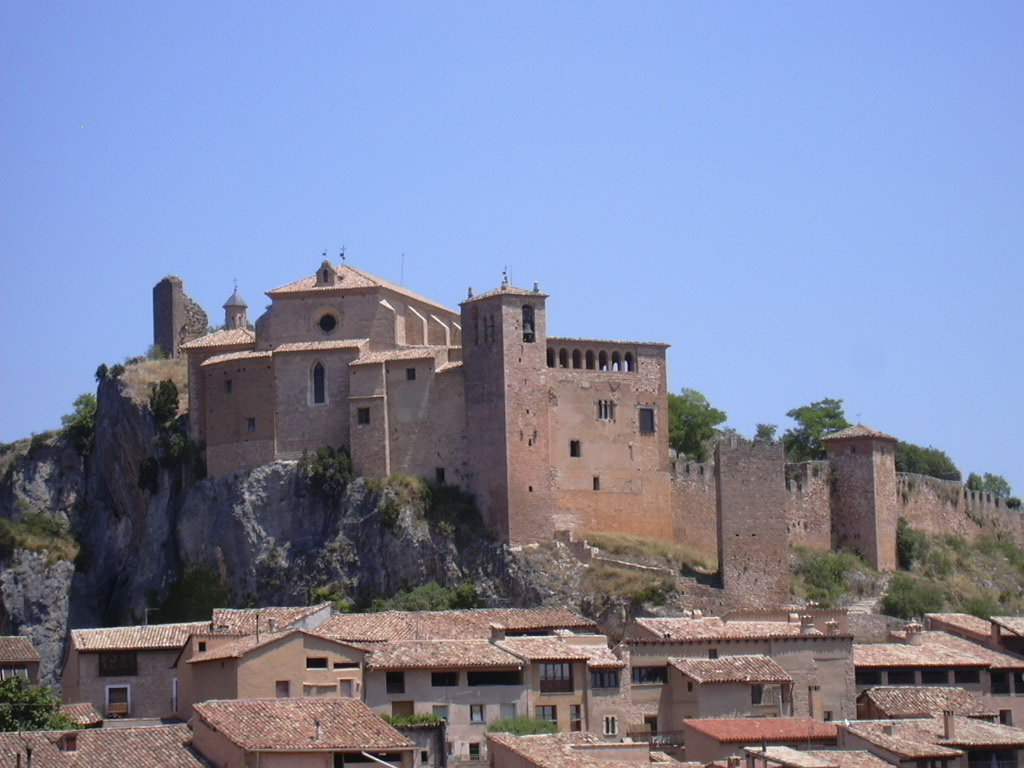
Kollegiatkirche der Santa María la Mayor (Alquézar)
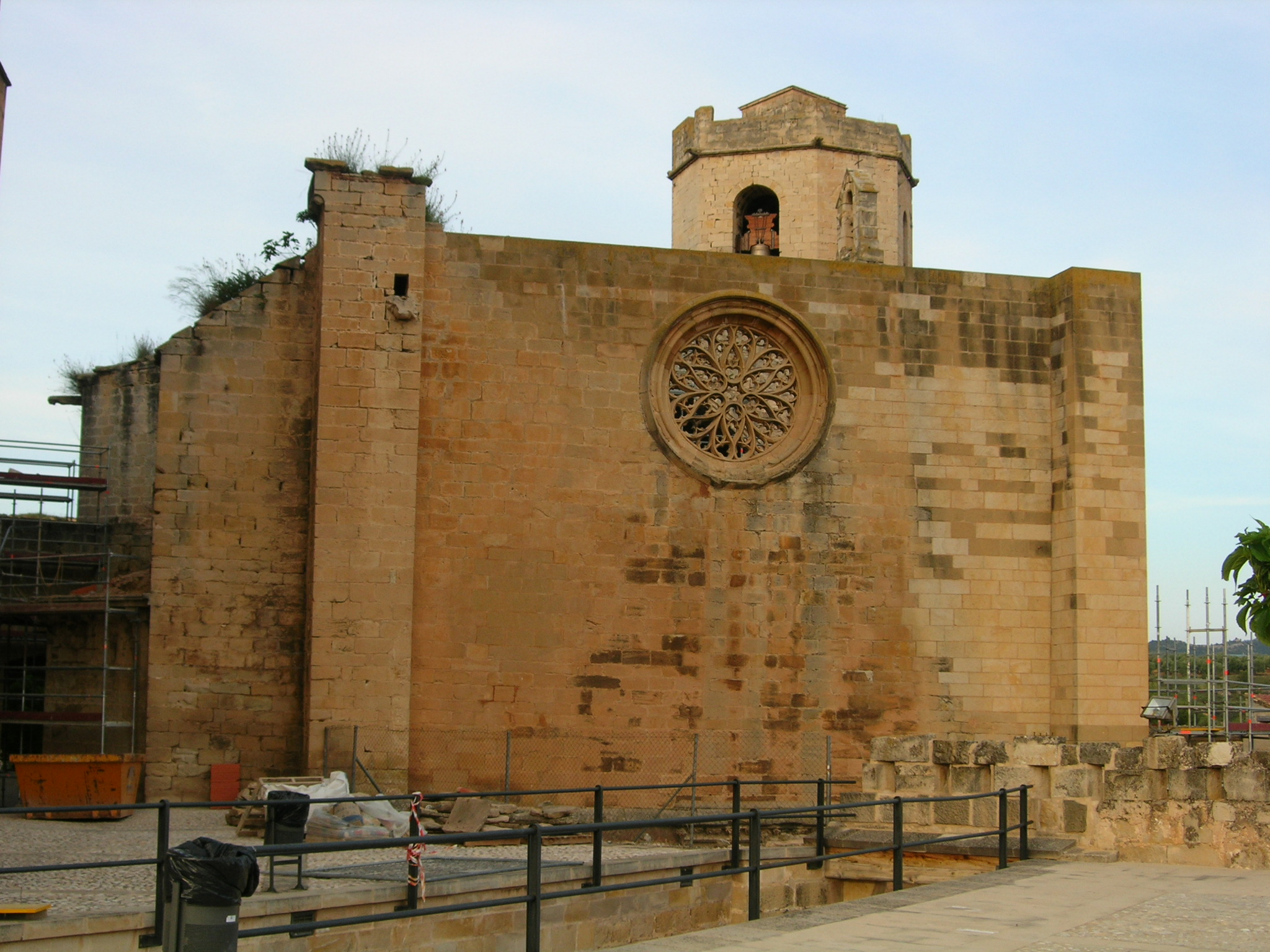
Kirche der Santa María la Mayor (Valderrobres)

## Andere Regionen
In der Schweiz ist die Wehrkirche St. Arbogast in Muttenz bei Basel eines der wenigen Gotteshäuser des Landes, welches von einer fast kreisförmigen Ringmauer ganz umschlossen ist. Unvollständig ist die Wehrmauer der Kirchen von Boswil (Kt. Aargau), Weiach und Schönenberg (Kt. Zürich).
In Böhmen entstanden die Wehrkirchen besonders als Schutz gegen die osmanischen Gefahr sowie während der Zeit der Deutschen Bauernkriege. Ein ehemaliger Wehrturm steht in Hostinné.
In Polen ist die Wehrkirche von Brochów (St. Rocco) als bekanntester Vertreter ihrer Art zu nennen. Sie besteht aus drei mächtigen Türmen und einer rechteckigen Umfriedung. In ihr wurde unter anderem Frédéric Chopin getauft.
In Estland gibt es eine Reihe von Wehrkirchen aus dem Spätmittelalter, die im Verlauf der Christianisierung des nördlichen Baltikum durch den Livländischen Orden entstanden. Besonders viele Wehrkirchen finden sich auf der Insel Saaremaa.
Unter den skandinavischen Rundkirchen befinden sich auch einige Wehrkirchen. Viele der mittelalterlichen Dorfkirchen in Dänemark und vor allem deren Türme sind auch als Zufluchtsorte gebaut. Beispielhaft hierfür ist der größte Turm einer dänischen Dorfkirche, der Turm der Kirche von Tranebjerg.

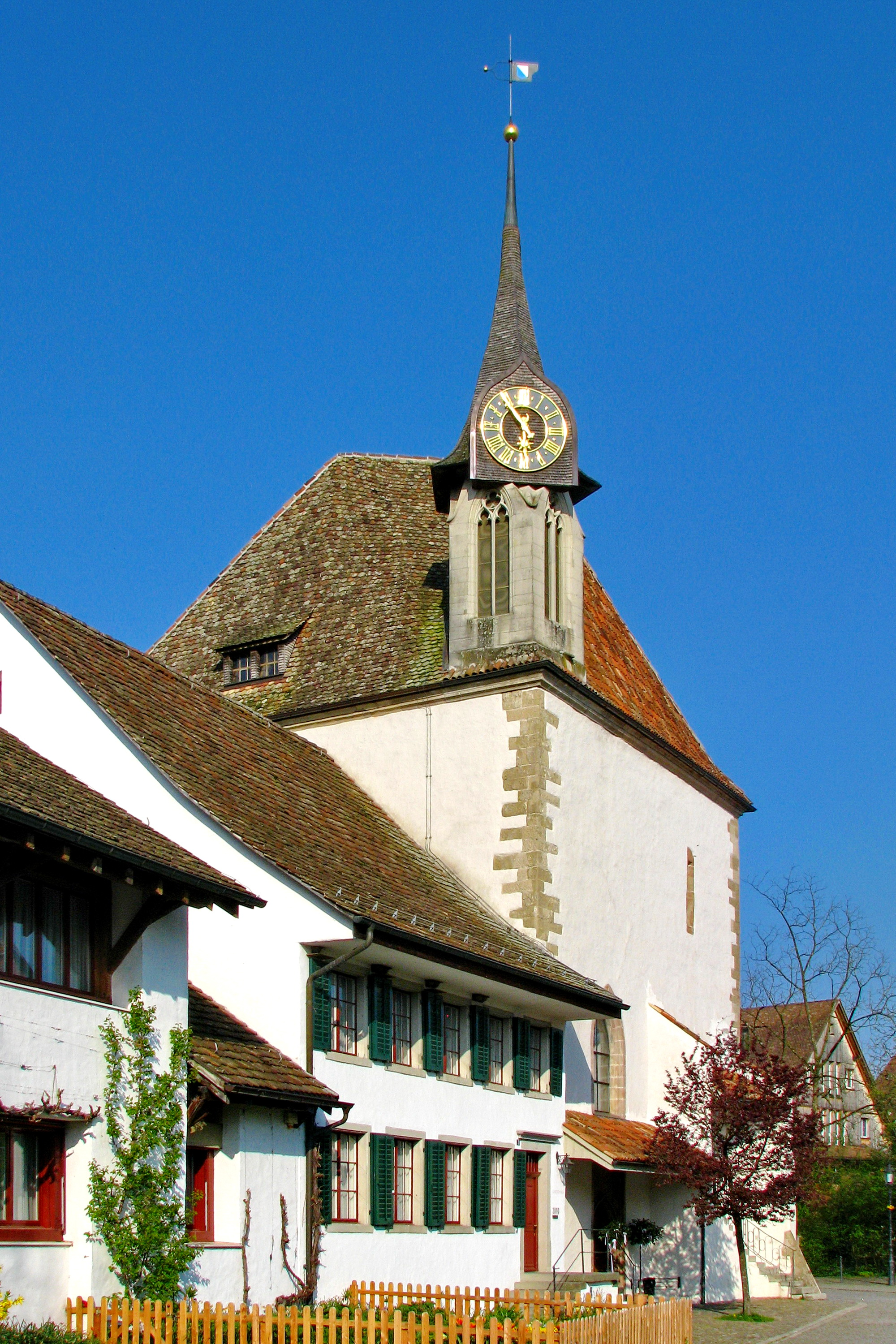
Die um 1330 als Wehrkirche erbaute Gallus-Kapelle bildete bis 1444 den östlichen Abschluss der Stadtmauer von Greifensee (Schweiz)
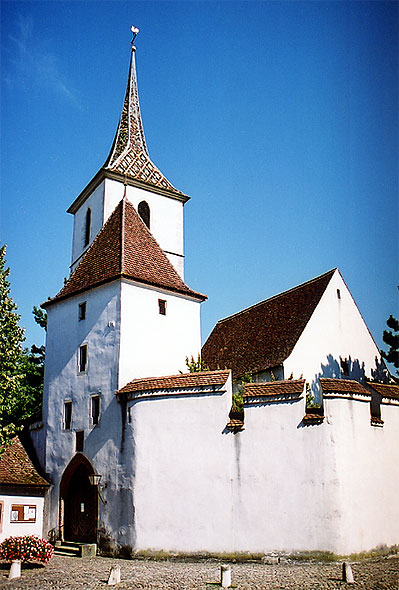
Wehrkirche St. Arbogast in Muttenz (Schweiz)
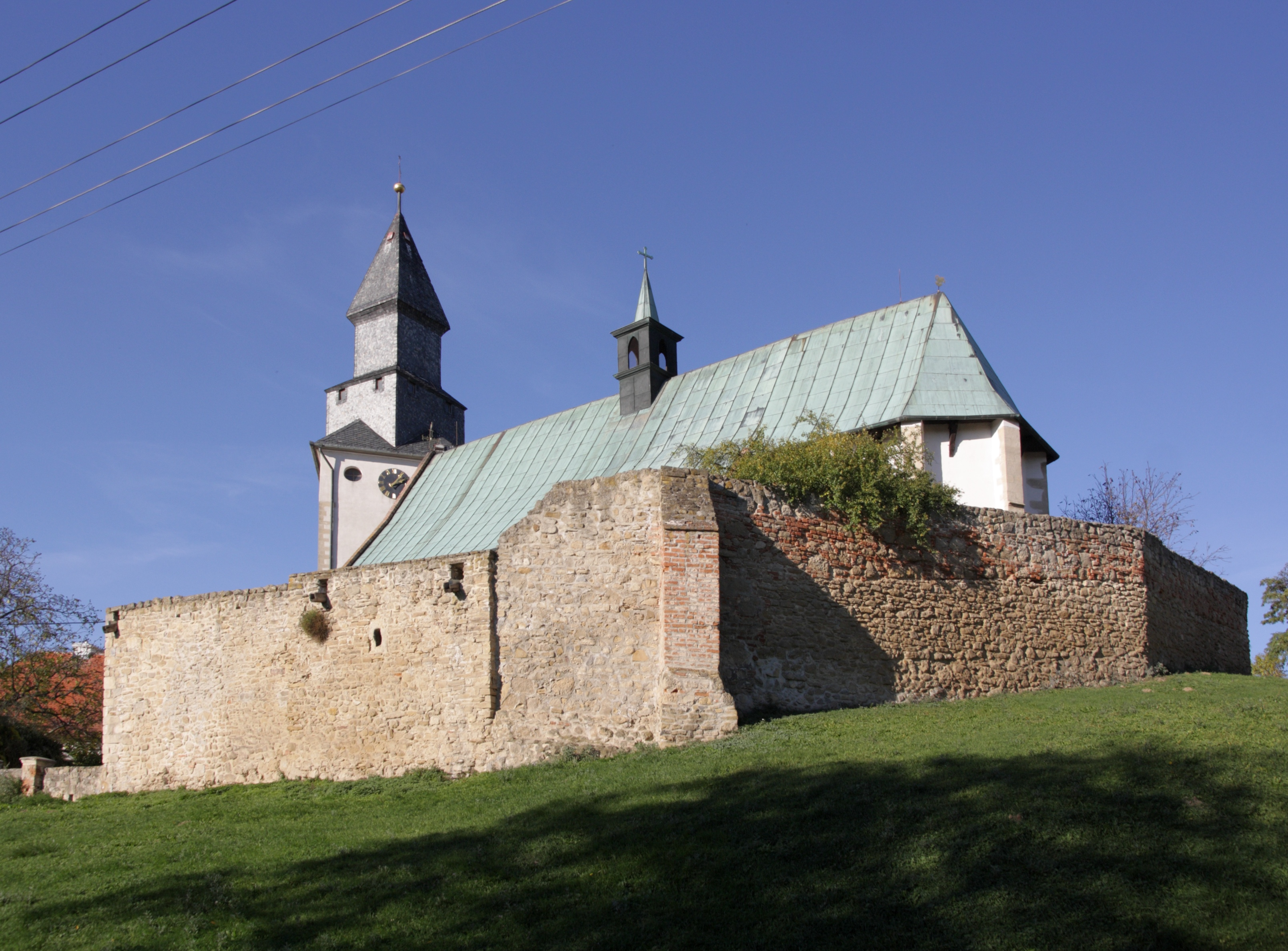
Wehrkirche des Heiligen Johannes des Täufers in Kurdějov (Tschechien)
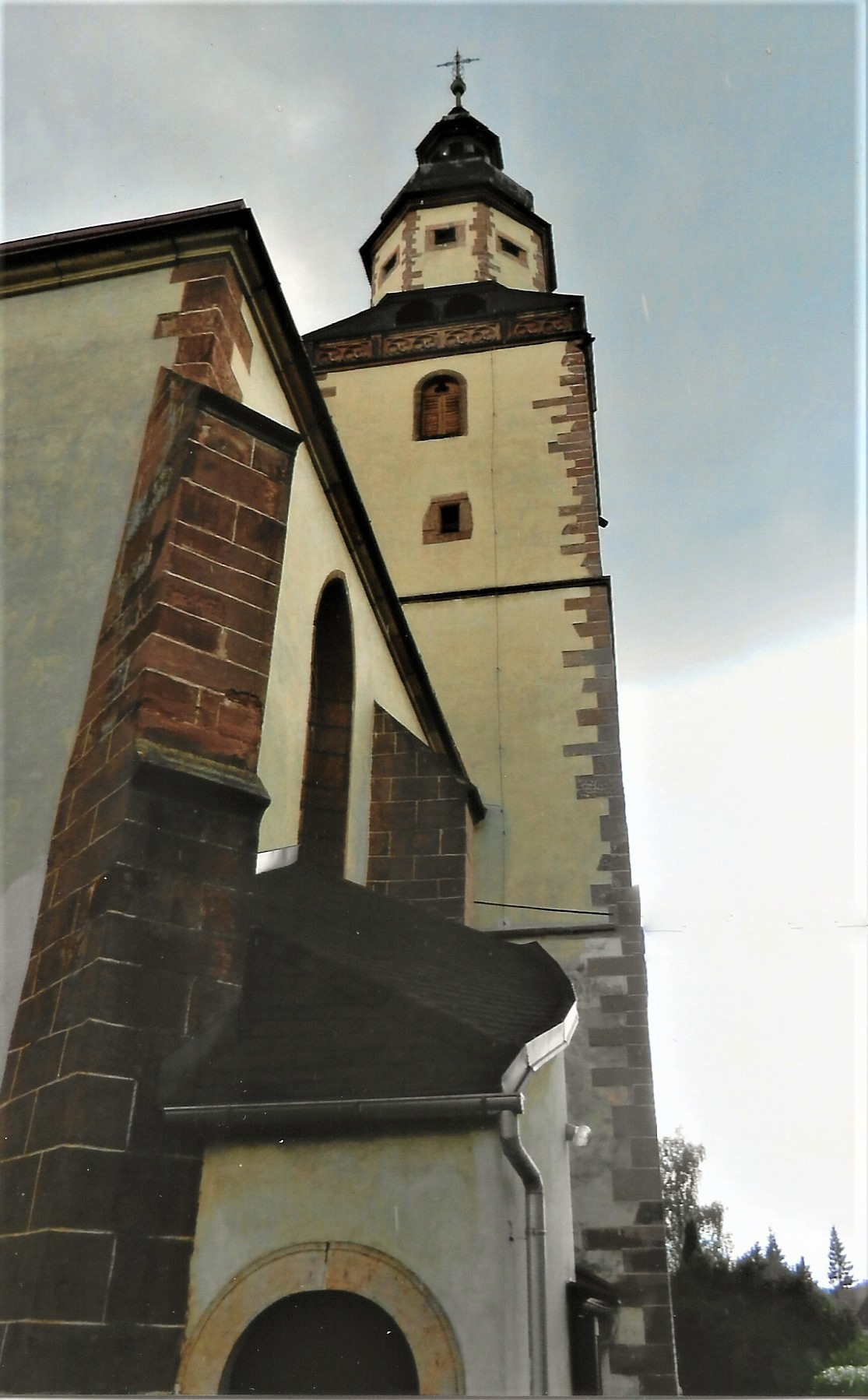
Einstiger Wehrturm, Turm der Dekanalkirche in Hostinné in Böhmen
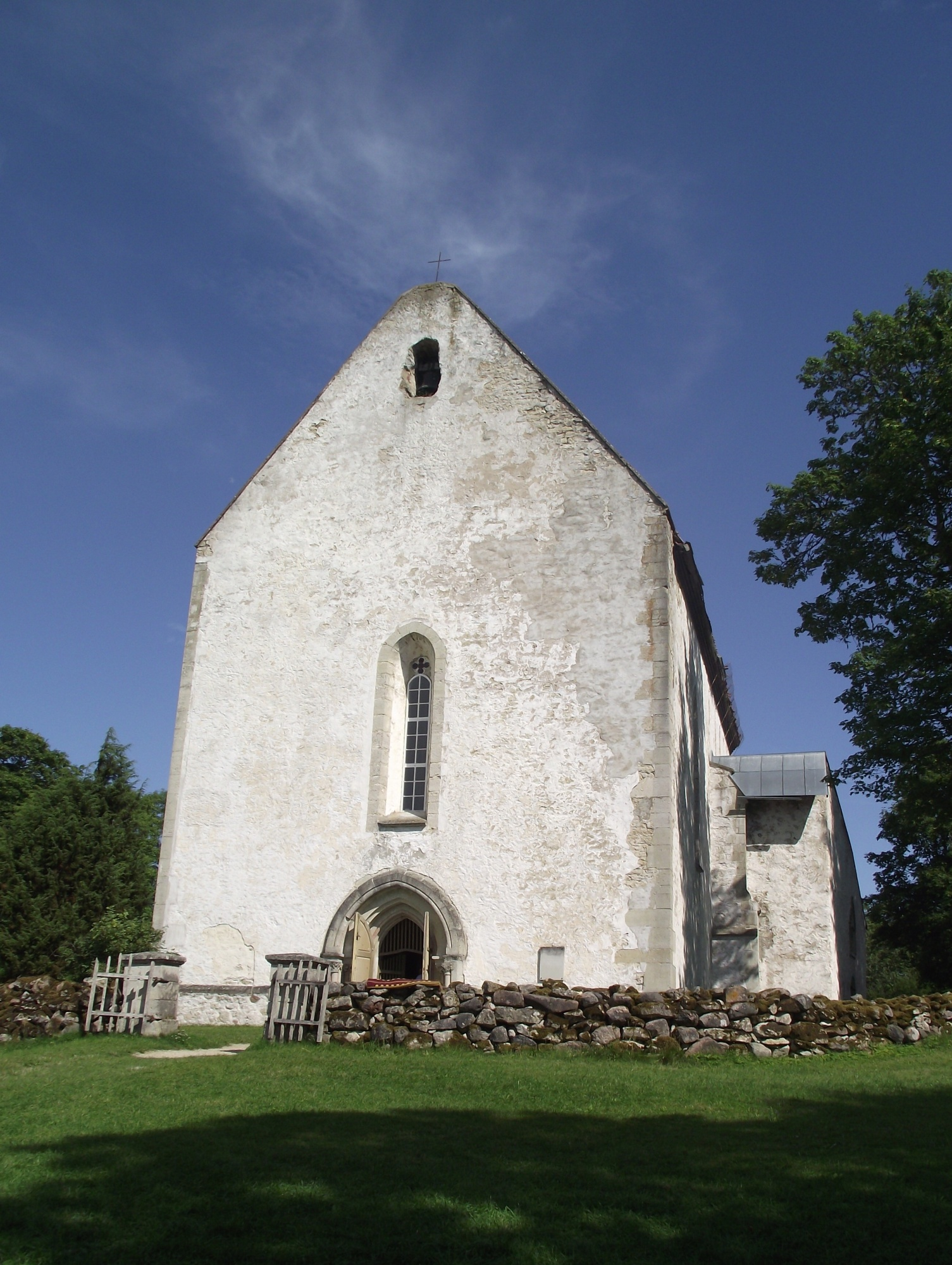
Katharinenkirche von Karja auf der Insel Saaremaa (Estland)
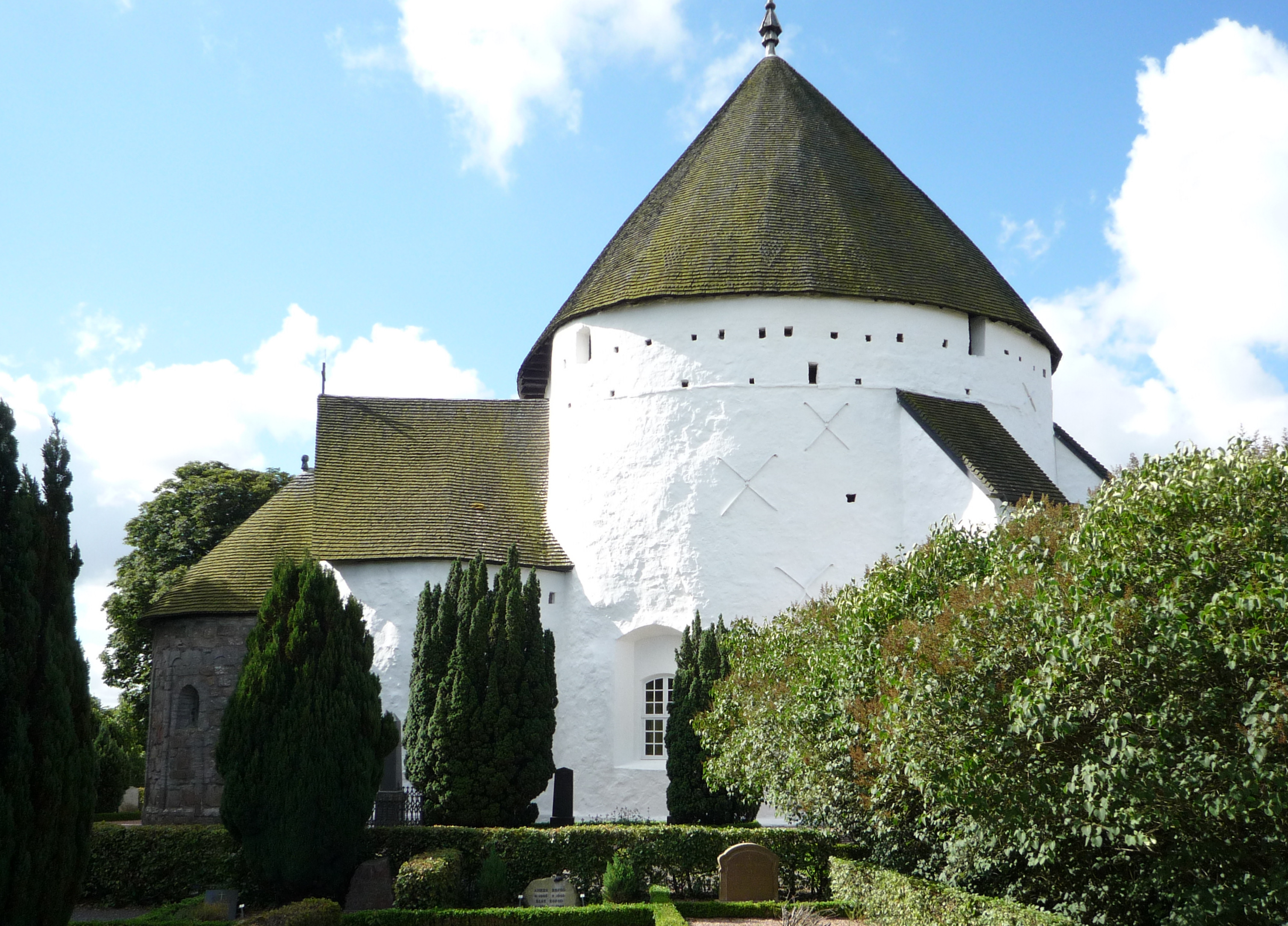
Kirche von Østerlars (Bornholm)
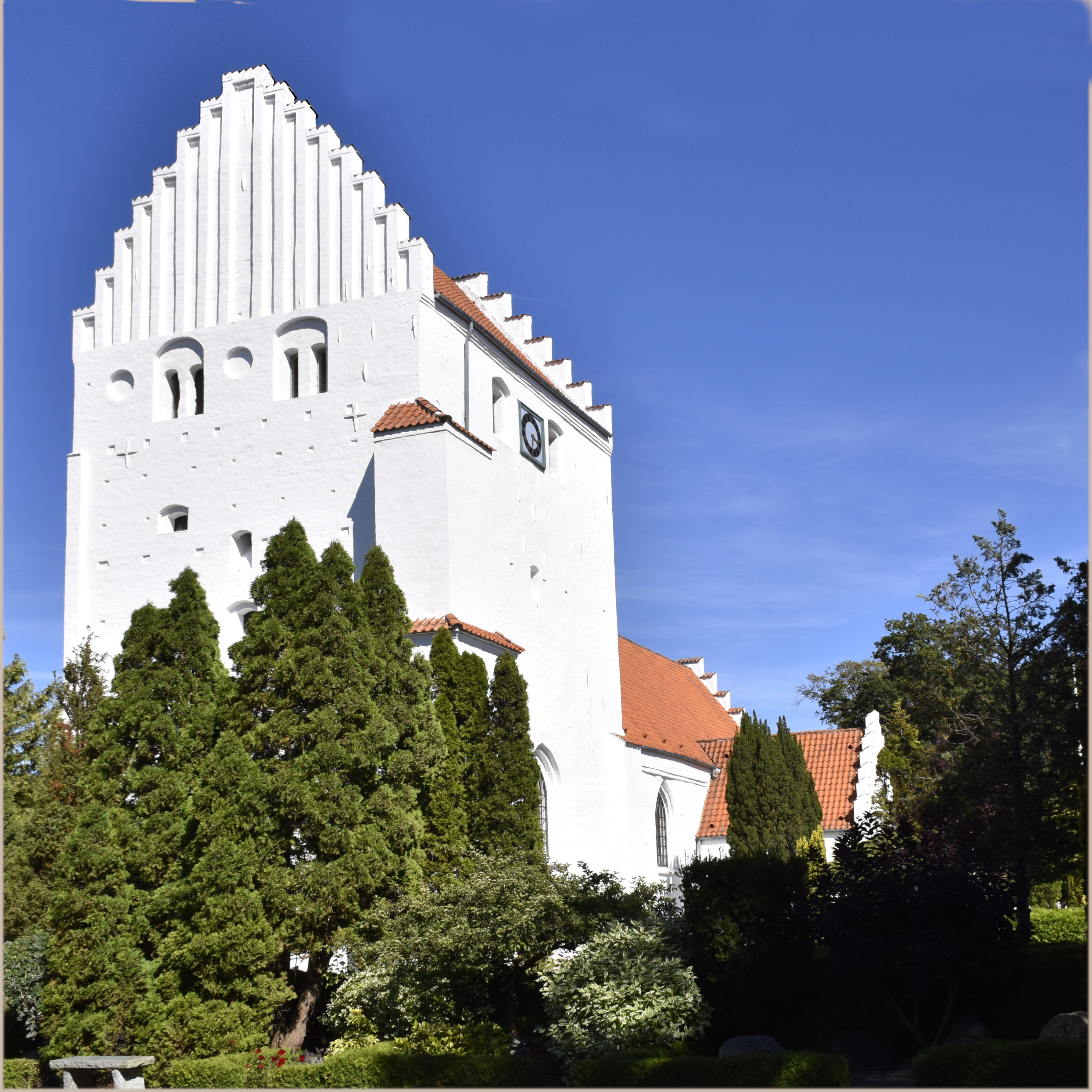
Turm der Kirche von Tranebjerg (Samsø)